# Rauchende Colts/Episodenliste

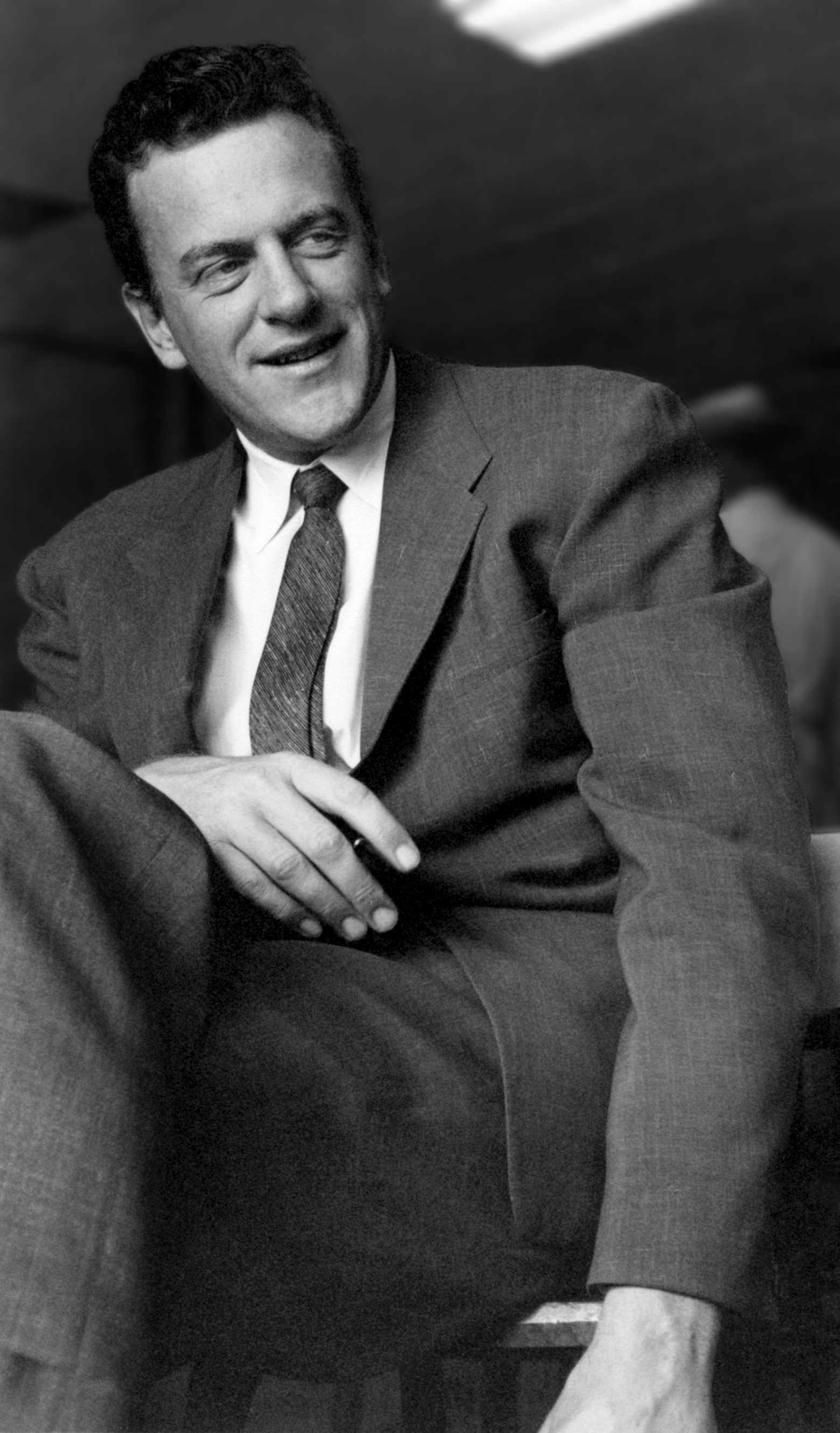
James Arness

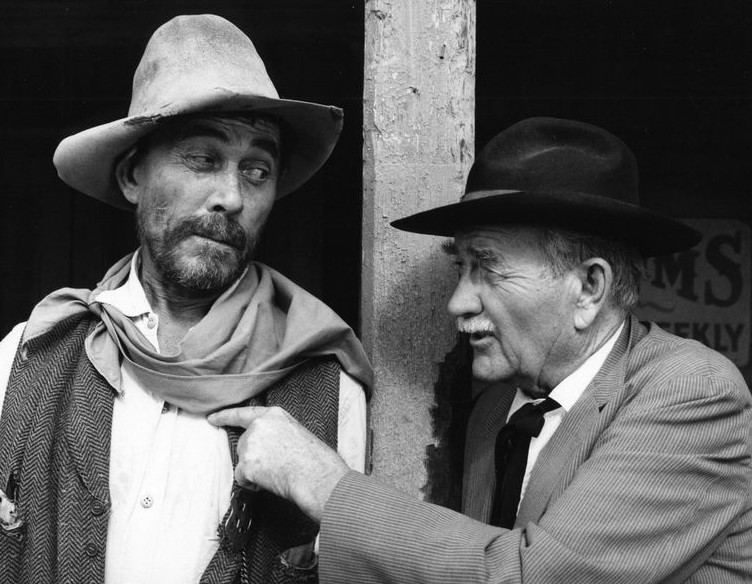
Ken Curtis (links) als Festus und Milburn Stone in einer Szene von Rauchende Colts (1974)

Dies ist die Episodenliste von Rauchende Colts. Die Aufstellung bietet einen Überblick über die 635 Folgen der US-amerikanischen Western-Fernsehserie Rauchende Colts (englischer Originaltitel: Gunsmoke), die von 1955 bis 1975 in zwanzig Staffeln produziert und von CBS gesendet wurden. In Deutschland wurde die Serie im Free-TV in der ARD, dem ZDF, Sat.1 und Kabel 1 ausgestrahlt. Allerdings beschränkte sich die deutsche Ausstrahlung auf 229 Folgen, darunter die meisten Farbfolgen und elf der Schwarz-Weiß-Episoden.

## Hauptcharaktere
| Rolle                                          | Schauspieler                   | In der Serie von |
| ---------------------------------------------- | ------------------------------ | ---------------- |
| Marshal Matt Dillon                            | James Arness (* 1923; † 2011)  | 1955–1975        |
| Dr. Galen „Doc“ Adams                          | Milburn Stone (* 1904; † 1980) | 1955–1975        |
| Saloonbesitzerin Kathleen „Miss Kitty“ Russell | Amanda Blake (* 1929; † 1989)  | 1955–1974        |
| Deputy Festus Haggen                           | Ken Curtis (* 1916; † 1991)    | 1964–1975        |
| Deputy Newly O’Brian (vormals Büchsenmacher)   | Buck Taylor (* 1938)           | 1967–1975        |
| Bartender Sam Noonan                           | Glenn Strange (* 1899; † 1973) | 1962–1974        |
| Deputy Chester B. Goode                        | Dennis Weaver (* 1924; † 2006) | 1955–1964        |
| Schmied Quint Asper                            | Burt Reynolds (* 1936; † 2018) | 1962–1965        |
| Deputy Clayton Thaddeus „Thad“ Greenwood       | Roger Ewing (* 1942)           | 1965–1967        |

## Übersicht
| Staffel | Episodenanzahl | Erstausstrahlung USA | Erstausstrahlung USA | Deutschsprachige Erstausstrahlung | Deutschsprachige Erstausstrahlung |
| Staffel | Episodenanzahl | Staffelpremiere      | Staffelfinale        | Staffelpremiere                   | Staffelfinale                     |
| ------- | -------------- | -------------------- | -------------------- | --------------------------------- | --------------------------------- |
| 1       | 39             | 10. Sep. 1955        | 25. Aug. 1956        |                                   |                                   |
| 2       | 39             | 8. Sep. 1956         | 6. Juli 1957         |                                   |                                   |
| 3       | 39             | 14. Sep. 1957        | 7. Juni 1958         |                                   |                                   |
| 4       | 39             | 13. Sep. 1958        | 13. Juni 1959        |                                   |                                   |
| 5       | 39             | 5. Sep. 1959         | 11. Juni 1960        |                                   |                                   |
| 6       | 38             | 3. Sep. 1960         | 17. Juni 1961        |                                   |                                   |
| 7       | 34             | 30. Sep. 1961        | 26. Mai 1962         | 21. Jan. 1968                     |                                   |
| 8       | 38             | 15. Sep. 1962        | 1. Juni 1963         | 18. Juni 1967                     |                                   |
| 9       | 36             | 28. Sep. 1963        | 6. Juni 1964         | 14. Jan. 1968                     |                                   |
| 10      | 36             | 26. Sep. 1964        | 29. Mai 1965         | 4. Juni 1967                      |                                   |
| 11      | 32             | 18. Sep. 1965        | 7. Mai 1966          | 28. Jan. 1968                     |                                   |
| 12      | 29             | 17. Sep. 1966        | 15. Apr. 1967        | 12. Mai 1968                      | 28. Dez. 1989                     |
| 13      | 25             | 11. Sep. 1967        | 4. Mär. 1968         | 14. Sep. 1969                     | 1. Mär. 1990                      |
| 14      | 26             | 23. Sep. 1968        | 24. Mär. 1969        | 7. Dez. 1969                      | 15. Feb. 1990                     |
| 15      | 26             | 22. Sep. 1969        | 23. Mär. 1970        | 16. Mai 1971                      |                                   |
| 16      | 24             | 14. Sep. 1970        | 8. Mär. 1971         | 1. Aug. 1971                      | 2. Aug. 1990                      |
| 17      | 24             | 13. Sep. 1971        | 13. Mär. 1972        | 8. Okt. 1972                      |                                   |
| 18      | 24             | 11. Sep. 1972        | 5. Mär. 1973         | 27. Aug. 1978                     |                                   |
| 19      | 24             | 10. Sep. 1973        | 1. Apr. 1974         | 11. Sep. 1977                     | 14. Apr. 1997                     |
| 20      | 24             | 9. Sep. 1974         | 31. Mär. 1975        | 25. Sep. 1977                     | 24. Apr. 1997                     |

## Staffel 1
Die Erstausstrahlung der ersten Staffel war vom 10. September 1955 bis zum 25. August 1956 auf dem US-amerikanischen Sender CBS zu sehen. Die Staffel beinhaltet 39 Episoden in Schwarz-Weiß mit einer jeweiligen Dauer von rund 25 Minuten.
| Nr. (ges.) | Nr. (St.) | Deutscher Titel | Originaltitel              | Erstausstrahlung USA | Deutschsprachige Erstausstrahlung (D) | Regie                  | Drehbuch                                      | Produktions- nummer |
| ---------- | --------- | --------------- | -------------------------- | -------------------- | ------------------------------------- | ---------------------- | --------------------------------------------- | ------------------- |
| 1          | 1         | —               | Matt Gets It               | 10. Sep. 1955        | —                                     | Charles Marquis Warren | John Meston, Charles Marquis Warren           | 502                 |
| 2          | 2         | —               | Hot Spell                  | 17. Sep. 1955        | —                                     | Charles Marquis Warren | E. Jack Neuman                                | 503                 |
| 3          | 3         | —               | Word Of Honor              | 1. Okt. 1955         | —                                     | Charles Marquis Warren | John Meston, Charles Marquis Warren           | 504                 |
| 4          | 4         | —               | Home Surgery               | 8. Okt. 1955         | —                                     | Charles Marquis Warren | John Meston                                   | 505                 |
| 5          | 5         | —               | Obie Tater                 | 15. Okt. 1955        | —                                     | Charles Marquis Warren | John Meston, Charles Marquis Warren           | 507                 |
| 6          | 6         | —               | Night Incident             | 29. Okt. 1955        | —                                     | Charles Marquis Warren | Charles Marquis Warren                        | 511                 |
| 7          | 7         | —               | Smoking Out The Nolans     | 5. Nov. 1955         | —                                     | Charles Marquis Warren | John Meston, Charles Marquis Warren           | 506                 |
| 8          | 8         | —               | Kite’s Reward              | 12. Nov. 1955        | —                                     | Charles Marquis Warren | John Meston                                   | 508                 |
| 9          | 9         | —               | The Hunter                 | 26. Nov. 1955        | —                                     | Charles Marquis Warren | John Dunkel                                   | 510                 |
| 10         | 10        | —               | The Queue                  | 3. Dez. 1955         | —                                     | Charles Marquis Warren | John Meston, Sam Peckinpah                    | 513                 |
| 11         | 11        | —               | General Parsley Smith      | 10. Dez. 1955        | —                                     | Charles Marquis Warren | John Dunkel, John Meston                      | 517                 |
| 12         | 12        | —               | Magnus                     | 24. Dez. 1955        | —                                     | Charles Marquis Warren | John Meston                                   | 512                 |
| 13         | 13        | —               | Reed Survives              | 31. Dez. 1955        | —                                     | Charles Marquis Warren | Les Crutchfield                               | 520                 |
| 14         | 14        | —               | Professor Lute Bone        | 7. Jan. 1956         | —                                     | Charles Marquis Warren | Herbert Little Jr., John Meston, David Victor | 515                 |
| 15         | 15        | —               | No Handcuffs               | 21. Jan. 1956        | —                                     | Charles Marquis Warren | Les Crutchfield, John Meston                  | 519                 |
| 16         | 16        | —               | Reward For Matt            | 28. Jan. 1956        | —                                     | Charles Marquis Warren | Herbert Little Jr., John Meston, David Victor | 516                 |
| 17         | 17        | —               | Robin Hood                 | 4. Feb. 1956         | —                                     | Charles Marquis Warren | John Meston, Daniel B. Ullman                 | 518                 |
| 18         | 18        | —               | Yorky                      | 18. Feb. 1956        | —                                     | Charles Marquis Warren | Sam Peckinpah, John Meston                    | 514                 |
| 19         | 19        | —               | 20-20                      | 25. Feb. 1956        | —                                     | Charles Marquis Warren | Herbert Little Jr., John Meston David Victor  | 522                 |
| 20         | 20        | —               | Reunion ‘78                | 3. März 1956         | —                                     | Charles Marquis Warren | Harold Swanton                                | 526                 |
| 21         | 21        | —               | Helping Hand               | 17. März 1956        | —                                     | Charles Marquis Warren | David Victor, Herbert Little Jr., John Meston | 509                 |
| 22         | 22        | —               | Tap Day For Kitty          | 24. März 1956        | —                                     | Charles Marquis Warren | John Dunkel, John Meston                      | 521                 |
| 23         | 23        | —               | Indian Scout               | 31. März 1956        | —                                     | Charles Marquis Warren | John Dunkel                                   | 524                 |
| 24         | 24        | —               | The Pest Hole              | 14. Apr. 1956        | —                                     | Charles Marquis Warren | David Victor, Herbert Little Jr.              | 525                 |
| 25         | 25        | —               | The Big Broad              | 28. Apr. 1956        | —                                     | Charles Marquis Warren | Herbert Little Jr., John Meston, David Victor | 523                 |
| 26         | 26        | —               | Hack Prine                 | 12. Mai 1956         | —                                     | Charles Marquis Warren | John Meston                                   | 501                 |
| 27         | 27        | —               | Cooter                     | 19. Mai 1956         | —                                     | Robert Stevenson       | John Meston, Sam Peckinpah                    | 527                 |
| 28         | 28        | —               | The Killer                 | 26. Mai 1956         | —                                     | Robert Stevenson       | John Dunkel, John Meston                      | 528                 |
| 29         | 29        | —               | Doc’s Revenge              | 9. Juni 1956         | —                                     | Ted Post               | John Dunkel                                   | 530                 |
| 30         | 30        | —               | The Preacher               | 16. Juni 1956        | —                                     | Robert Stevenson       | John Dunkel, John Meston                      | 529                 |
| 31         | 31        | —               | How To Die For Nothing     | 23. Juni 1956        | —                                     | Ted Post               | John Meston, Sam Peckinpah                    | 531                 |
| 32         | 32        | —               | Dutch George               | 30. Juni 1956        | —                                     | Robert Stevenson       | John Dunkel                                   | 532                 |
| 33         | 33        | —               | Prairie Happy              | 7. Juli 1956         | —                                     | Ted Post               | David Victor, Herbert Little Jr., John Meston | 534                 |
| 34         | 34        | —               | Chester’s Mail Order Bride | 14. Juli 1956        | —                                     | Robert Stevenson       | Herbert Little Jr., David Victor              | 535                 |
| 35         | 35        | —               | The Guitar                 | 21. Juli 1956        | —                                     | Harry Horner           | John Meston, Sam Peckinpah                    | 533                 |
| 36         | 36        | —               | Cara                       | 28. Juli 1956        | —                                     | Robert Stevenson       | David Victor, Herbert Little Jr., John Meston | 536                 |
| 37         | 37        | —               | Mr. And Mrs. Amber         | 4. Aug. 1956         | —                                     | Ted Post               | Herbert Little Jr., John Meston, David Victor | 537                 |
| 38         | 38        | —               | Unmarked Grave             | 18. Aug. 1956        | —                                     | Ted Post               | Herbert Little Jr., David Victor              | 538                 |
| 39         | 39        | —               | Alarm At Pleasant Valley   | 25. Aug. 1956        | —                                     | Ted Post               | John Dunkel                                   | 539                 |

## Staffel 2
Die Erstausstrahlung der zweiten Staffel war vom 8. September 1956 bis zum 6. Juli 1957 auf dem US-amerikanischen Sender CBS zu sehen. Die Staffel beinhaltet 39 Episoden in Schwarz-Weiß mit einer jeweiligen Dauer von rund 25 Minuten.
| Nr. (ges.) | Nr. (St.) | Deutscher Titel | Originaltitel                  | Erstausstrahlung USA | Deutschsprachige Erstausstrahlung (D) | Regie              | Drehbuch                                      | Produktions- nummer |
| ---------- | --------- | --------------- | ------------------------------ | -------------------- | ------------------------------------- | ------------------ | --------------------------------------------- | ------------------- |
| 40         | 1         | —               | Cow Doctor                     | 8. Sep. 1956         | —                                     | Andrew V. McLaglen | John Dunkel, John Meston                      | 541                 |
| 41         | 2         | —               | Brush At Elkader               | 15. Sep. 1956        | —                                     | Ted Post           | Les Crutchfield, John Meston                  | 542                 |
| 42         | 3         | —               | Custer                         | 22. Sep. 1956        | —                                     | Ted Post           | Gil Doud, John Meston                         | 540                 |
| 43         | 4         | —               | The Round Up                   | 29. Sep. 1956        | —                                     | Ted Post           | John Meston, Sam Peckinpah                    | 544                 |
| 44         | 5         | —               | Young Man With A Gun           | 20. Okt. 1956        | —                                     | Christian Nyby     | John Meston, Winston Miller                   | 545                 |
| 45         | 6         | —               | Indian White                   | 27. Okt. 1956        | —                                     | Ted Post           | Tom Hanley, Herbert Little Jr., David Victor  | 546                 |
| 46         | 7         | —               | How To Cure A Friend           | 10. Nov. 1956        | —                                     | Ted Post           | John Meston, Winston Miller                   | 550                 |
| 47         | 8         | —               | Legal Revenge                  | 17. Nov. 1956        | —                                     | Andrew V. McLaglen | John Meston, Sam Peckinpah                    | 547                 |
| 48         | 9         | —               | The Mistake                    | 24. Nov. 1956        | —                                     | Andrew V. McLaglen | Gil Doud, John Meston                         | 543                 |
| 49         | 10        | —               | Greater Love                   | 1. Dez. 1956         | —                                     | Ted Post           | John Meston, Winston Miller                   | 548                 |
| 50         | 11        | —               | No Indians                     | 8. Dez. 1956         | —                                     | Ted Post           | John Dunkel, John Meston                      | 554                 |
| 51         | 12        | —               | Spring Term                    | 15. Dez. 1956        | —                                     | Ted Post           | William F. Leicester, John Meston             | 552                 |
| 52         | 13        | —               | Poor Pearl                     | 22. Dez. 1956        | —                                     | Andrew V. McLaglen | John Meston, Sam Peckinpah                    | 551                 |
| 53         | 14        | —               | Cholera                        | 29. Dez. 1956        | —                                     | Andrew V. McLaglen | Les Crutchfield, John Meston                  | 553                 |
| 54         | 15        | —               | Pucket’s New Year              | 5. Jan. 1957         | —                                     | Andrew V. McLaglen | John Meston                                   | 555                 |
| 55         | 16        | —               | The Cover Up                   | 12. Jan. 1957        | —                                     | William D. Russell | John Meston, William N. Robson                | 558                 |
| 56         | 17        | —               | Sins Of The Father             | 19. Jan. 1957        | —                                     | Andrew V. McLaglen | John Dunkel, John Meston                      | 557                 |
| 57         | 18        | —               | Kick Me                        | 26. Jan. 1957        | —                                     | Andrew V. McLaglen | Endre Bohem, John Meston                      | 549                 |
| 58         | 19        | —               | Executioner                    | 2. Feb. 1957         | —                                     | Andrew V. McLaglen | Gil Doud, John Meston                         | 559                 |
| 59         | 20        | —               | Gone Straight                  | 9. Feb. 1957         | —                                     | Ted Post           | Les Crutchfield, John Meston                  | 562                 |
| 60         | 21        | —               | Bloody Hands                   | 16. Feb. 1957        | —                                     | Andrew V. McLaglen | John Meston                                   | 561                 |
| 61         | 22        | —               | Skid Row                       | 23. Feb. 1957        | —                                     | Ted Post           | Gil Doud, John Meston                         | 564                 |
| 62         | 23        | —               | Sweet And Sour                 | 2. März 1957         | —                                     | Ted Post           | Gil Doud, John Meston                         | 569                 |
| 63         | 24        | —               | Cain                           | 9. März 1957         | —                                     | Andrew V. McLaglen | John Meston                                   | 566                 |
| 64         | 25        | —               | Bureaucrat                     | 16. März 1957        | —                                     | Ted Post           | William F. Leicester, John Meston             | 570                 |
| 65         | 26        | —               | Last Fling                     | 23. März 1957        | —                                     | Andrew V. McLaglen | John Meston                                   | 571                 |
| 66         | 27        | —               | Chester’s Murder               | 30. März 1957        | —                                     | Ted Post           | John Meston                                   | 568                 |
| 67         | 28        | —               | The Photographer               | 6. Apr. 1957         | —                                     | William D. Russell | John Dunkel                                   | 556                 |
| 68         | 29        | —               | Wrong Man                      | 13. Apr. 1957        | —                                     | Andrew V. McLaglen | John Meston                                   | 563                 |
| 69         | 30        | —               | Big Girl Lost                  | 20. Apr. 1957        | —                                     | Ted Post           | John Meston                                   | 560                 |
| 70         | 31        | —               | What The Whiskey Drummer Heard | 27. Apr. 1957        | —                                     | Andrew V. McLaglen | Gil Doud, John Meston                         | 572                 |
| 71         | 32        | —               | Cheap Labor                    | 4. Mai 1957          | —                                     | Andrew V. McLaglen | John Meston                                   | 567                 |
| 72         | 33        | —               | Moon                           | 11. Mai 1957         | —                                     | William D. Russell | John Meston                                   | 575                 |
| 73         | 34        | —               | Who Lives By The Sword         | 18. Mai 1957         | —                                     | Andrew V. McLaglen | John Meston                                   | 573                 |
| 74         | 35        | —               | Uncle Oliver                   | 25. Mai 1957         | —                                     | Andrew V. McLaglen | John Meston                                   | 574                 |
| 75         | 36        | —               | Daddy-O                        | 1. Juni 1957         | —                                     | Andrew V. McLaglen | John Meston                                   | 565                 |
| 76         | 37        | —               | The Man Who Would Be Marshall  | 15. Juni 1957        | —                                     | William D. Russell | Herbert Little Jr., John Meston, David Victor | 577                 |
| 77         | 38        | —               | Liar From Blackhawk            | 22. Juni 1957        | —                                     | Andrew V. McLaglen | John Meston                                   | 576                 |
| 78         | 39        | —               | Jealousy                       | 6. Juli 1957         | —                                     | Andrew V. McLaglen | John Meston, Sam Peckinpah                    | 578                 |

## Staffel 3
Die Erstausstrahlung der dritten Staffel war vom 14. September 1957 bis zum 7. Juni 1958 auf dem US-amerikanischen Sender CBS zu sehen. Die Staffel beinhaltet 39 Episoden in Schwarz-Weiß mit einer jeweiligen Dauer von rund 25 Minuten.
| Nr. (ges.) | Nr. (St.) | Deutscher Titel | Originaltitel        | Erstausstrahlung USA | Deutschsprachige Erstausstrahlung (D) | Regie              | Drehbuch                     | Produktions- nummer |
| ---------- | --------- | --------------- | -------------------- | -------------------- | ------------------------------------- | ------------------ | ---------------------------- | ------------------- |
| 79         | 1         | —               | Crack-Up             | 14. Sep. 1957        | —                                     | Ted Post           | John Meston                  | 585                 |
| 80         | 2         | —               | Gun For Chester      | 21. Sep. 1957        | —                                     | Louis King         | John Meston                  | 579                 |
| 81         | 3         | —               | Blood Money          | 28. Sep. 1957        | —                                     | Louis King         | John Meston                  | 580                 |
| 82         | 4         | —               | Kitty’s Outlaw       | 5. Okt. 1957         | —                                     | Andrew V. McLaglen | John Meston                  | 582                 |
| 83         | 5         | —               | Potato Road          | 12. Okt. 1957        | —                                     | Ted Post           | John Meston                  | 586                 |
| 84         | 6         | —               | Jesse                | 19. Okt. 1957        | —                                     | Andrew V. McLaglen | John Meston                  | 581                 |
| 85         | 7         | —               | Mavis McCloud        | 26. Okt. 1957        | —                                     | Buzz Kulik         | John Meston                  | 584                 |
| 86         | 8         | —               | Born To Hang         | 2. Nov. 1957         | —                                     | Buzz Kulik         | John Meston                  | 583                 |
| 87         | 9         | —               | Romeo                | 9. Nov. 1957         | —                                     | Ted Post           | John Meston                  | 588                 |
| 88         | 10        | —               | Never Pester Chester | 16. Nov. 1957        | —                                     | Richard Whorf      | John Meston                  | 590                 |
| 89         | 11        | —               | Fingered             | 23. Nov. 1957        | —                                     | James Sheldon      | John Meston                  | 589                 |
| 90         | 12        | —               | How To Kill A Woman  | 30. Nov. 1957        | —                                     | John Rich          | Sam Peckinpah, John Meston   | 591                 |
| 91         | 13        | —               | Cows And Cribs       | 7. Dez. 1957         | —                                     | Richard Whorf      | Kathleen Hite, John Meston   | 592                 |
| 92         | 14        | —               | Doc’s Reward         | 14. Dez. 1957        | —                                     | Richard Whorf      | John Meston                  | 593                 |
| 93         | 15        | —               | Kitty Lost           | 21. Dez. 1957        | —                                     | Ted Post           | John Meston                  | 404                 |
| 94         | 16        | —               | Twelfth Night        | 28. Dez. 1957        | —                                     | John Rich          | John Meston                  | 403                 |
| 95         | 17        | —               | Joe Phy              | 4. Jan. 1958         | —                                     | Ted Post           | John Meston                  | 402                 |
| 96         | 18        | —               | Buffalo Man          | 11. Jan. 1958        | —                                     | Ted Post           | Les Crutchfield, John Meston | 594                 |
| 97         | 19        | —               | Kitty Caught         | 18. Jan. 1958        | —                                     | Richard Whorf      | John Meston                  | 595                 |
| 98         | 20        | —               | Claustrophobia       | 25. Jan. 1958        | —                                     | Ted Post           | John Meston                  | 596                 |
| 99         | 21        | —               | Ma Tennis            | 1. Feb. 1958         | —                                     | Buzz Kulik         | John Meston                  | 598                 |
| 100        | 22        | —               | Sunday Supplement    | 8. Feb. 1958         | —                                     | Richard Whorf      | John Meston                  | 599                 |
| 101        | 23        | —               | Wild West            | 15. Feb. 1958        | —                                     | Richard Whorf      | John Meston                  | 597                 |
| 102        | 24        | —               | The Cabin            | 22. Feb. 1958        | —                                     | John Rich          | John Meston                  | 417                 |
| 103        | 25        | —               | Dirt                 | 1. März 1958         | —                                     | Ted Post           | John Meston, Sam Peckinpah   | 400                 |
| 104        | 26        | —               | Dooley Surrenders    | 8. März 1958         | —                                     | John Rich          | John Meston                  | 401                 |
| 105        | 27        | —               | Joke’s On Us         | 15. März 1958        | —                                     | Ted Post           | John Meston                  | 406                 |
| 106        | 28        | —               | Bottleman            | 22. März 1958        | —                                     | John Rich          | John Meston                  | 413                 |
| 107        | 29        | —               | Laughing Gas         | 29. März 1958        | —                                     | Ted Post           | James Fonda                  | 414                 |
| 108        | 30        | —               | Texas Cowboys        | 5. Apr. 1958         | —                                     | John Rich          | John Meston                  | 407                 |
| 109        | 31        | —               | Amy’s Good Deed      | 12. Apr. 1958        | —                                     | John Rich          | Kathleen Hite, John Meston   | 411                 |
| 110        | 32        | —               | Hanging Man          | 19. Apr. 1958        | —                                     | John Rich          | John Meston                  | 415                 |
| 111        | 33        | —               | Innocent Broad       | 26. Apr. 1958        | —                                     | John Rich          | Kathleen Hite, John Meston   | 405                 |
| 112        | 34        | —               | The Big Con          | 3. Mai 1958          | —                                     | John Rich          | John Meston                  | 409                 |
| 113        | 35        | —               | Widow’s Mite         | 10. Mai 1958         | —                                     | Ted Post           | John Meston                  | 408                 |
| 114        | 36        | —               | Chester’s Hanging    | 17. Mai 1958         | —                                     | Ted Post           | John Meston                  | 412                 |
| 115        | 37        | —               | Carmen               | 24. Mai 1958         | —                                     | Ted Post           | John Meston                  | 410                 |
| 116        | 38        | —               | Overland Express     | 31. Mai 1958         | —                                     | Seymour Berns      | John Meston                  | 587                 |
| 117        | 39        | —               | The Gentleman        | 7. Juni 1958         | —                                     | Ted Post           | John Meston                  | 416                 |

## Staffel 4
Die Erstausstrahlung der vierten Staffel war vom 13. September 1958 bis zum 13. Juni 1959 auf dem US-amerikanischen Sender CBS zu sehen. Die Staffel beinhaltet 39 Episoden in Schwarz-Weiß mit einer jeweiligen Dauer von rund 25 Minuten.
| Nr. (ges.) | Nr. (St.) | Deutscher Titel | Originaltitel           | Erstausstrahlung USA | Deutschsprachige Erstausstrahlung (D) | Regie                        | Drehbuch                     | Produktions- nummer |
| ---------- | --------- | --------------- | ----------------------- | -------------------- | ------------------------------------- | ---------------------------- | ---------------------------- | ------------------- |
| 118        | 1         | —               | Matt For Murder         | 13. Sep. 1958        | —                                     | Richard Whorf                | John Meston                  | 418                 |
| 119        | 2         | —               | The Patsy               | 20. Sep. 1958        | —                                     | Richard Whorf                | Les Crutchfield, John Meston | 419                 |
| 120        | 3         | —               | Gunsmuggler             | 27. Sep. 1958        | —                                     | Richard Whorf                | Les Crutchfield, John Meston | 423                 |
| 121        | 4         | —               | Monopoly                | 4. Okt. 1958         | —                                     | Seymour Berns                | Les Crutchfield, John Meston | 426                 |
| 122        | 5         | —               | Letter Of The Law       | 11. Okt. 1958        | —                                     | Richard Whorf                | Les Crutchfield, John Meston | 422                 |
| 123        | 6         | —               | Thoroughbreds           | 18. Okt. 1958        | —                                     | Richard Whorf                | John Meston                  | 420                 |
| 124        | 7         | —               | Stage Hold-Up           | 25. Okt. 1958        | —                                     | Ted Post                     | Les Crutchfield, John Meston | 421                 |
| 125        | 8         | —               | Lost Rifle              | 1. Nov. 1958         | —                                     | Richard Whorf                | John Meston                  | 430                 |
| 126        | 9         | —               | Land Deal               | 8. Nov. 1958         | —                                     | Ted Post                     | Les Crutchfield, John Meston | 428                 |
| 127        | 10        | —               | Lynching Man            | 15. Nov. 1958        | —                                     | Richard Whorf                | John Meston                  | 438                 |
| 128        | 11        | —               | How To Kill A Friend    | 22. Nov. 1958        | —                                     | Richard Whorf                | John Meston                  | 429                 |
| 129        | 12        | —               | Grass                   | 29. Nov. 1958        | —                                     | Richard Whorf                | John Meston                  | 434                 |
| 130        | 13        | —               | The Cast                | 6. Dez. 1958         | —                                     | Jesse Hibbs                  | John Meston                  | 433                 |
| 131        | 14        | —               | Robber Bridegroom       | 13. Dez. 1958        | —                                     | Richard Whorf                | John Meston                  | 439                 |
| 132        | 15        | —               | Snakebite               | 20. Dez. 1958        | —                                     | Ted Post                     | John Meston                  | 437                 |
| 133        | 16        | —               | Gypsum Hills Feud       | 27. Dez. 1958        | —                                     | Richard Whorf                | Les Crutchfield, John Meston | 424                 |
| 134        | 17        | —               | Young Love              | 3. Jan. 1959         | —                                     | Seymour Berns                | John Meston                  | 425                 |
| 135        | 18        | —               | Marshal Proudfoot       | 10. Jan. 1959        | —                                     | Jesse Hibbs                  | Tom Hanley, John Meston      | 445                 |
| 136        | 19        | —               | Passive Resistance      | 17. Jan. 1959        | —                                     | Ted Post                     | John Meston                  | 427                 |
| 137        | 20        | —               | Love Of A Good Woman    | 24. Jan. 1959        | —                                     | Arthur Hiller                | Les Crutchfield, John Meston | 447                 |
| 138        | 21        | —               | Jayhawkers              | 31. Jan. 1959        | —                                     | Andrew V. McLaglen           | John Meston                  | 441                 |
| 139        | 22        | —               | Kitty’s Rebellion       | 7. Feb. 1959         | —                                     | Jesse Hibbs                  | Marian Clark, John Meston    | 446                 |
| 140        | 23        | —               | Sky                     | 14. Feb. 1959        | —                                     | Ted Post                     | Les Crutchfield, John Meston | 443                 |
| 141        | 24        | —               | Doc Quits               | 21. Feb. 1959        | —                                     | Edward Ludlum                | John Meston                  | 442                 |
| 142        | 25        | —               | The Bear                | 28. Feb. 1959        | —                                     | Jesse Hibbs                  | John Meston                  | 432                 |
| 143        | 26        | —               | The Coward              | 7. März 1959         | —                                     | Jesse Hibbs                  | John Meston                  | 448                 |
| 144        | 27        | —               | The F.U.                | 14. März 1959        | —                                     | Andrew V. McLaglen           | John Meston                  | 440                 |
| 145        | 28        | —               | Wind                    | 21. März 1959        | —                                     | Arthur Hiller                | John Meston                  | 449                 |
| 146        | 29        | —               | Fawn                    | 4. Apr. 1959         | —                                     | Andrew V. McLaglen           | John Meston                  | 451                 |
| 147        | 30        | —               | Renegade White          | 11. Apr. 1959        | —                                     | Andrew V. McLaglen           | Les Crutchfield, John Meston | 455                 |
| 148        | 31        | —               | Murder Warrant          | 18. Apr. 1959        | —                                     | Andrew V. McLaglen           | John Meston                  | 454                 |
| 149        | 32        | —               | Change Of Heart         | 25. Apr. 1959        | —                                     | Andrew V. McLaglen           | John Meston                  | 452                 |
| 150        | 33        | —               | Buffalo Hunter          | 2. Mai 1959          | —                                     | Ted Post                     | John Meston                  | 444                 |
| 151        | 34        | —               | The Choice              | 9. Mai 1959          | —                                     | Ted Post                     | John Meston                  | 431                 |
| 152        | 35        | —               | There Never Was A Horse | 16. Mai 1959         | —                                     | Andrew V. McLaglen           | John Meston                  | 453                 |
| 153        | 36        | —               | Print Asper             | 23. Mai 1959         | —                                     | Ted Post                     | John Meston                  | 435                 |
| 154        | 37        | —               | The Constable           | 30. Mai 1959         | —                                     | Arthur Hiller                | John Meston                  | 450                 |
| 155        | 38        | —               | Blue Horse              | 6. Juni 1959         | —                                     | Andrew V. McLaglen, Ted Post | Marian Clark, John Meston    | 456                 |
| 156        | 39        | —               | Cheyennes               | 13. Juni 1959        | —                                     | Ted Post                     | John Meston                  | 436                 |

## Staffel 5
Die Erstausstrahlung der fünften Staffel war vom 5. September 1959 bis zum 11. Juni 1960 auf dem US-amerikanischen Sender CBS zu sehen. Die Staffel beinhaltet 39 Episoden in Schwarz-Weiß mit einer jeweiligen Dauer von rund 25 Minuten.
| Nr. (ges.) | Nr. (St.) | Deutscher Titel | Originaltitel            | Erstausstrahlung USA | Deutschsprachige Erstausstrahlung (D) | Regie              | Drehbuch                     | Produktions- nummer |
| ---------- | --------- | --------------- | ------------------------ | -------------------- | ------------------------------------- | ------------------ | ---------------------------- | ------------------- |
| 157        | 1         | —               | Target                   | 5. Sep. 1959         | —                                     | Andrew V. McLaglen | Les Crutchfield, John Meston | 160                 |
| 158        | 2         | —               | Kitty’s Injury           | 19. Sep. 1959        | —                                     | Buzz Kulik         | Marian Clark, John Meston    | 161                 |
| 159        | 3         | —               | Horse Deal               | 26. Sep. 1959        | —                                     | Andrew V. McLaglen | John Meston                  | 159                 |
| 160        | 4         | —               | Johnny Red               | 3. Okt. 1959         | —                                     | Buzz Kulik         | Les Crutchfield, John Meston | 162                 |
| 161        | 5         | —               | Kangaroo                 | 10. Okt. 1959        | —                                     | Andrew V. McLaglen | John Meston                  | 164                 |
| 162        | 6         | —               | Tail To The Wind         | 17. Okt. 1959        | —                                     | Christian Nyby     | Les Crutchfield, John Meston | 166                 |
| 163        | 7         | —               | Annie Oakley             | 24. Okt. 1959        | —                                     | Jesse Hibbs        | John Meston                  | 158                 |
| 164        | 8         | —               | Saludos                  | 31. Okt. 1959        | —                                     | Andrew V. McLaglen | Les Crutchfield, John Meston | 163                 |
| 165        | 9         | —               | Brother Whelp            | 7. Nov. 1959         | —                                     | R. G. Springsteen  | Les Crutchfield, John Meston | 169                 |
| 166        | 10        | —               | The Boots                | 14. Nov. 1959        | —                                     | Jesse Hibbs        | John Meston                  | 157                 |
| 167        | 11        | —               | Odd Man Out              | 21. Nov. 1959        | —                                     | Andrew V. McLaglen | Les Crutchfield, John Meston | 168                 |
| 168        | 12        | —               | Miguel’s Daughter        | 28. Nov. 1959        | —                                     | Andrew V. McLaglen | Marian Clark, John Meston    | 171                 |
| 169        | 13        | —               | Box O’ Rocks             | 5. Dez. 1959         | —                                     | R. G. Springsteen  | Les Crutchfield              | 173                 |
| 170        | 14        | —               | False Witness            | 12. Dez. 1959        | —                                     | Ted Post           | Marian Clark, John Meston    | 179                 |
| 171        | 15        | —               | Tag, You’re It           | 19. Dez. 1959        | —                                     | Jesse Hibbs        | Les Crutchfield              | 176                 |
| 172        | 16        | —               | Thick ‘N’ Thin           | 26. Dez. 1959        | —                                     | Stuart Heisler     | Les Crutchfield, John Meston | 165                 |
| 173        | 17        | —               | Groat’s Grudge           | 2. Jan. 1960         | —                                     | Andrew V. McLaglen | Marian Clark, John Meston    | 172                 |
| 174        | 18        | —               | Big Tom                  | 9. Jan. 1960         | —                                     | Andrew V. McLaglen | Marian Clark, John Meston    | 180                 |
| 175        | 19        | —               | ‘Till Death Do Us        | 16. Jan. 1960        | —                                     | Jean Yarbrough     | Les Crutchfield              | 178                 |
| 176        | 20        | —               | The Tragedian            | 23. Jan. 1960        | —                                     | Arthur Hiller      | Les Crutchfield, John Meston | 182                 |
| 177        | 21        | —               | Hinka Do                 | 30. Jan. 1960        | —                                     | Andrew V. McLaglen | Les Crutchfield              | 177                 |
| 178        | 22        | —               | Doc Judge                | 6. Feb. 1960         | —                                     | Arthur Hiller      | John Meston                  | 183                 |
| 179        | 23        | —               | Moo Moo Raid             | 13. Feb. 1960        | —                                     | Andrew V. McLaglen | Les Crutchfield, John Meston | 167                 |
| 180        | 24        | —               | Kitty’s Killing          | 20. Feb. 1960        | —                                     | Arthur Hiller      | Marian Clark, John Meston    | 186                 |
| 181        | 25        | —               | Jailbait Janet           | 27. Feb. 1960        | —                                     | Jesse Hibbs        | Les Crutchfield              | 175                 |
| 182        | 26        | —               | Unwanted Deputy          | 5. März 1960         | —                                     | Andrew V. McLaglen | Marian Clark, John Meston    | 181                 |
| 183        | 27        | —               | Where’d They Go          | 12. März 1960        | —                                     | Jesse Hibbs        | Les Crutchfield, John Meston | 187                 |
| 184        | 28        | —               | Crowbait Bob             | 26. März 1960        | —                                     | Andrew V. McLaglen | Les Crutchfield              | 191                 |
| 185        | 29        | —               | Colleen So Green         | 2. Apr. 1960         | —                                     | Jean Yarbrough     | Les Crutchfield, John Meston | 188                 |
| 186        | 30        | —               | The Ex-Urbanites         | 9. Apr. 1960         | —                                     | Andrew V. McLaglen | John Meston                  | 195                 |
| 187        | 31        | —               | I Thee Wed               | 16. Apr. 1960        | —                                     | Jesse Hibbs        | Les Crutchfield, John Meston | 184                 |
| 188        | 32        | —               | The Lady Killer          | 23. Apr. 1960        | —                                     | Andrew V. McLaglen | John Meston                  | 193                 |
| 189        | 33        | —               | Gentleman’s Disagreement | 30. Apr. 1960        | —                                     | Jesse Hibbs        | Les Crutchfield              | 189                 |
| 190        | 34        | —               | Speak Me Fair            | 7. Mai 1960          | —                                     | Andrew V. McLaglen | Les Crutchfield              | 194                 |
| 191        | 35        | —               | Belle’s Back             | 14. Mai 1960         | —                                     | Jesse Hibbs        | Les Crutchfield              | 185                 |
| 192        | 36        | —               | The Bobsy Twins          | 21. Mai 1960         | —                                     | Jesse Hibbs        | John Meston                  | 170                 |
| 193        | 37        | —               | Old Flame                | 28. Mai 1960         | —                                     | Jesse Hibbs        | John Meston, Marian Clark    | 190                 |
| 194        | 38        | —               | The Deserter             | 4. Juni 1960         | —                                     | Arthur Hiller      | Marian Clark, John Meston    | 174                 |
| 195        | 39        | —               | Cherry Red               | 11. Juni 1960        | —                                     | Andrew V. McLaglen | Les Crutchfield              | 192                 |

## Staffel 6
Die Erstausstrahlung der sechsten Staffel war vom 3. September 1960 bis zum 17. Juni 1961 auf dem US-amerikanischen Sender CBS zu sehen. Die Staffel beinhaltet 38 Episoden in Schwarz-Weiß mit einer jeweiligen Dauer von rund 25 Minuten.
| Nr. (ges.) | Nr. (St.) | Deutscher Titel | Originaltitel         | Erstausstrahlung USA | Deutschsprachige Erstausstrahlung (D) | Regie              | Drehbuch                       | Produktions- nummer |
| ---------- | --------- | --------------- | --------------------- | -------------------- | ------------------------------------- | ------------------ | ------------------------------ | ------------------- |
| 196        | 1         | —               | Friend’s Pay-Off      | 3. Sep. 1960         | —                                     | Jesse Hibbs        | John Meston, Marian Clark      | 30156               |
| 197        | 2         | —               | The Blacksmith        | 17. Sep. 1960        | —                                     | Andrew V. McLaglen | Norman MacDonnell, John Meston | 30161               |
| 198        | 3         | —               | Small Water           | 24. Sep. 1960        | —                                     | Andrew V. McLaglen | John Meston                    | 30162               |
| 199        | 4         | —               | Say Uncle             | 1. Okt. 1960         | —                                     | Andrew V. McLaglen | John Meston                    | 30152               |
| 200        | 5         | —               | Shooting Stopover     | 8. Okt. 1960         | —                                     | Andrew V. McLaglen | Marian Clark, John Meston      | 30157               |
| 201        | 6         | —               | The Peace Officer     | 15. Okt. 1960        | —                                     | Jesse Hibbs        | Norman MacDonnell, John Meston | 30160               |
| 202        | 7         | —               | Don Matteo            | 22. Okt. 1960        | —                                     | Jesse Hibbs        | John Meston, Marian Clark      | 30155               |
| 203        | 8         | —               | The Worm              | 29. Okt. 1960        | —                                     | Arthur Hiller      | John Meston                    | 30158               |
| 204        | 9         | —               | The Badge             | 12. Nov. 1960        | —                                     | Andrew V. McLaglen | Marian Clark, John Meston      | 30151               |
| 205        | 10        | Kitty gibt auf  | Distant Drummer       | 19. Nov. 1960        | 20. Nov. 1977                         | Arthur Hiller      | John Meston, Marian Clark      | 30164               |
| 206        | 11        | —               | Ben Tolliver’s Stud   | 26. Nov. 1960        | —                                     | Andrew V. McLaglen | Norman MacDonnell, John Meston | 30154               |
| 207        | 12        | —               | No Chip               | 3. Dez. 1960         | —                                     | Jean Yarbrough     | John Meston                    | 30167               |
| 208        | 13        | —               | The Wake              | 10. Dez. 1960        | —                                     | Gerald Mayer       | John Meston                    | 30165               |
| 209        | 14        | —               | The Cook              | 17. Dez. 1960        | —                                     | Ted Post           | John Meston                    | 30171               |
| 210        | 15        | —               | Old Fool              | 24. Dez. 1960        | —                                     | Ted Post           | John Meston                    | 30166               |
| 211        | 16        | —               | Brother Love          | 31. Dez. 1960        | —                                     | Franklin Adreon    | John Meston                    | 30163               |
| 212        | 17        | —               | Bad Sheriff           | 7. Jan. 1961         | —                                     | Andrew V. McLaglen | John Meston                    | 30153               |
| 213        | 18        | —               | Unloaded Gun          | 14. Jan. 1961        | —                                     | Jesse Hibbs        | Marian Clark, John Meston      | 30159               |
| 214        | 19        | —               | Tall Trapper          | 21. Jan. 1961        | —                                     | Harry Harris       | John Meston, Marian Clark      | —                   |
| 215        | 20        | —               | Love Thy Neighbor     | 28. Jan. 1961        | —                                     | Dennis Weaver      | John Meston                    | —                   |
| 216        | 21        | —               | Bad Seed              | 4. Feb. 1961         | —                                     | Harry Harris       | Norman MacDonnell, John Meston | —                   |
| 217        | 22        | —               | Kitty Shot            | 11. Feb. 1961        | —                                     | Andrew V. McLaglen | John Meston                    | —                   |
| 218        | 23        | —               | About Chester         | 25. Feb. 1961        | —                                     | Alan Crosland Jr.  | John Meston, Frank Paris       | —                   |
| 219        | 24        | —               | Harriet               | 4. März 1961         | —                                     | Gene Fowler Jr.    | John Meston                    | —                   |
| 220        | 25        | —               | Pot Shot              | 11. März 1961        | —                                     | Harry Harris       | John Meston                    | —                   |
| 221        | 26        | —               | Old Faces             | 18. März 1961        | —                                     | Harry Harris       | John Meston                    | —                   |
| 222        | 27        | —               | Big Man               | 25. März 1961        | —                                     | Gerald Mayer       | John Meston                    | —                   |
| 223        | 28        | —               | Little Girl           | 1. Apr. 1961         | —                                     | Dennis Weaver      | Kathleen Hite, John Meston     | —                   |
| 224        | 29        | —               | Stolen Horses         | 8. Apr. 1961         | —                                     | Andrew V. McLaglen | Norman MacDonnell, John Meston | —                   |
| 225        | 30        | —               | Minnie                | 15. Apr. 1961        | —                                     | Harry Harris       | John Meston                    | —                   |
| 226        | 31        | —               | Bless Me Till I Die   | 22. Apr. 1961        | —                                     | Ted Post           | Ray Kemper, John Meston        | —                   |
| 227        | 32        | —               | Long Hours, Short Pay | 29. Apr. 1961        | —                                     | Andrew V. McLaglen | John Meston                    | —                   |
| 228        | 33        | —               | Hard Virtue           | 6. Mai 1961          | —                                     | Dennis Weaver      | John Meston                    | —                   |
| 229        | 34        | —               | The Imposter          | 13. Mai 1961         | —                                     | Byron Paul         | Kathleen Hite, John Meston     | —                   |
| 230        | 35        | —               | Chester’s Dilemma     | 20. Mai 1961         | —                                     | Ted Post           | John Meston, Vic Perrin        | —                   |
| 231        | 36        | —               | The Love Of Money     | 27. Mai 1961         | —                                     | Ted Post           | John Meston                    | —                   |
| 232        | 37        | —               | Melinda Miles         | 3. Juni 1961         | —                                     | William D. Faralla | John Meston                    | —                   |
| 233        | 38        | —               | Colorado Sheriff      | 17. Juni 1961        | —                                     | Jesse Hibbs        | John Meston                    | —                   |

## Staffel 7
Die Erstausstrahlung der siebten Staffel war vom 30. September 1961 bis zum 26. Mai 1962 auf dem US-amerikanischen Sender CBS zu sehen. Die Staffel beinhaltet 34 Episoden in Schwarz-Weiß mit einer jeweiligen Dauer von rund 50 Minuten.
| Nr. (ges.) | Nr. (St.) | Deutscher Titel                 | Originaltitel          | Erstausstrahlung USA | Deutschsprachige Erstausstrahlung (D) | Regie              | Drehbuch                        | Produktions- nummer |
| ---------- | --------- | ------------------------------- | ---------------------- | -------------------- | ------------------------------------- | ------------------ | ------------------------------- | ------------------- |
| 234        | 1         | —                               | Perce                  | 30. Sep. 1961        | —                                     | Harry Harris       | John Meston                     | 31004               |
| 235        | 2         | —                               | Old Yellow Boots       | 7. Okt. 1961         | —                                     | Ted Post           | John Meston                     | 31005               |
| 236        | 3         | —                               | Miss Kitty             | 14. Okt. 1961        | —                                     | Harry Harris       | Kathleen Hite                   | —                   |
| 237        | 4         | —                               | Harper’s Blood         | 21. Okt. 1961        | —                                     | Andrew V. McLaglen | John Meston                     | 31007               |
| 238        | 5         | —                               | All That               | 28. Okt. 1961        | —                                     | Andrew V. McLaglen | John Meston                     | 31013               |
| 239        | 6         | —                               | Long, Long Trail       | 4. Nov. 1961         | —                                     | Andrew V. McLaglen | Kathleen Hite                   | 31015               |
| 240        | 7         | —                               | The Squaw              | 11. Nov. 1961        | —                                     | Gerald Mayer       | John Dunkel                     | 31008               |
| 241        | 8         | —                               | Chesterland            | 18. Nov. 1961        | —                                     | Ted Post           | Kathleen Hite                   | 31006               |
| 242        | 9         | —                               | Milly                  | 25. Nov. 1961        | —                                     | Richard Whorf      | John Meston                     | 31003               |
| 243        | 10        | —                               | Indian Ford            | 2. Dez. 1961         | —                                     | Andrew V. McLaglen | John Dunkel                     | —                   |
| 244        | 11        | —                               | Apprentice Doc         | 9. Dez. 1961         | —                                     | Harry Harris       | Kathleen Hite                   | —                   |
| 245        | 12        | —                               | Nina’s Revenge         | 16. Dez. 1961        | —                                     | Tay Garnett        | John Meston                     | —                   |
| 246        | 13        | —                               | Marry Me               | 23. Dez. 1961        | —                                     | Dennis Weaver      | Kathleen Hite                   | —                   |
| 247        | 14        | —                               | A Man A Day            | 30. Dez. 1961        | —                                     | Harry Harris       | John Meston                     | —                   |
| 248        | 15        | —                               | Do-Badder              | 6. Jan. 1962         | —                                     | Andrew V. McLaglen | John Meston                     | —                   |
| 249        | 16        | —                               | Lacey                  | 13. Jan. 1962        | —                                     | Harry Harris       | Kathleen Hite                   | —                   |
| 250        | 17        | —                               | Cody’s Code            | 20. Jan. 1962        | —                                     | Andrew V. McLaglen | John Meston                     | —                   |
| 251        | 18        | —                               | Old Dan                | 27. Jan. 1962        | —                                     | Andrew V. McLaglen | Kathleen Hite                   | —                   |
| 252        | 19        | —                               | Catawomper             | 10. Feb. 1962        | —                                     | Harry Harris       | John Meston                     | —                   |
| 253        | 20        | —                               | Half Straight          | 17. Feb. 1962        | —                                     | Ted Post           | John Meston                     | —                   |
| 254        | 21        | —                               | He Learned About Women | 24. Feb. 1962        | —                                     | Tay Garnett        | John Meston, John Rosser        | —                   |
| 255        | 22        | —                               | The Gallows            | 3. März 1962         | —                                     | Andrew V. McLaglen | John Meston                     | —                   |
| 256        | 23        | —                               | Reprisal               | 10. März 1962        | —                                     | Harry Harris       | John Meston                     | 31027               |
| 257        | 24        | —                               | Coventry               | 17. März 1962        | —                                     | Christian Nyby     | John Meston                     | —                   |
| 258        | 25        | —                               | The Widow              | 24. März 1962        | —                                     | Ted Post           | John Dunkel                     | 31025               |
| 259        | 26        | Der Alte schießt doch schneller | Durham Bull            | 31. März 1962        | 21. Jan. 1968                         | Harry Harris       | John Meston, Jack Shettlesworth | 31011               |
| 260        | 27        | —                               | Wagon Girls            | 7. Apr. 1962         | —                                     | Andrew V. McLaglen | John Meston                     | 31018               |
| 261        | 28        | —                               | The Dealer             | 14. Apr. 1962        | —                                     | Harry Harris       | John Dunkel                     | 31029               |
| 262        | 29        | —                               | The Summons            | 21. Apr. 1962        | —                                     | Andrew V. McLaglen | Marian Clark, Kathleen Hite     | 31030               |
| 263        | 30        | —                               | The Dreamers           | 28. Apr. 1962        | —                                     | Andrew V. McLaglen | John Meston                     | 31032               |
| 264        | 31        | —                               | Cale                   | 5. Mai 1962          | —                                     | Harry Harris       | Kathleen Hite                   | 31034               |
| 265        | 32        | —                               | Chester’s Indian       | 12. Mai 1962         | —                                     | Joseph Sargent     | Kathleen Hite                   | —                   |
| 266        | 33        | —                               | The Prisoner           | 19. Mai 1962         | —                                     | Andrew V. McLaglen | Robert E. Thompson              | —                   |
| 267        | 34        | —                               | The Boys               | 26. Mai 1962         | —                                     | Harry Harris       | John Meston                     | —                   |

## Staffel 8
Die Erstausstrahlung der achten Staffel war vom 15. September 1962 bis zum 1. Juni 1963 auf dem US-amerikanischen Sender CBS zu sehen. Die Staffel beinhaltet 38 Episoden in Schwarz-Weiß mit einer jeweiligen Dauer von rund 50 Minuten.
| Nr. (ges.) | Nr. (St.) | Deutscher Titel             | Originaltitel               | Erstausstrahlung USA | Deutschsprachige Erstausstrahlung (D) | Regie              | Drehbuch                    | Produktions- nummer |
| ---------- | --------- | --------------------------- | --------------------------- | -------------------- | ------------------------------------- | ------------------ | --------------------------- | ------------------- |
| 268        | 1         | —                           | The Search                  | 15. Sep. 1962        | —                                     | Harry Harris       | Kathleen Hite               | —                   |
| 269        | 2         | —                           | Call Me Dodie               | 22. Sep. 1962        | —                                     | Harry Harris       | Kathleen Hite               | —                   |
| 270        | 3         | Quint Aspers Entscheidung   | Quint Asper Comes Home      | 29. Sep. 1962        | 16. Juli 1967                         | Andrew V. McLaglen | John Meston                 | —                   |
| 271        | 4         | —                           | Root Down                   | 6. Okt. 1962         | —                                     | Sobey Martin       | Kathleen Hite               | —                   |
| 272        | 5         | —                           | Jenny                       | 13. Okt. 1962        | —                                     | Andrew V. McLaglen | John Meston                 | 31207               |
| 273        | 6         | —                           | Collie’s Free               | 20. Okt. 1962        | —                                     | Harry Harris       | Kathleen Hite               | 31204               |
| 274        | 7         | Der Graben                  | The Ditch                   | 27. Okt. 1962        | 1. Okt. 1967                          | Harry Harris       | Les Crutchfield             | —                   |
| 275        | 8         | Pelze, Partner und Patronen | The Trappers                | 3. Nov. 1962         | 27. Aug. 1967                         | Andrew V. McLaglen | John Dunkel                 | —                   |
| 276        | 9         | —                           | Phoebe Strunk               | 10. Nov. 1962        | —                                     | Andrew V. McLaglen | John Meston                 | —                   |
| 277        | 10        | —                           | The Hunger                  | 17. Nov. 1962        | —                                     | Harry Harris       | Jack Curtis                 | —                   |
| 278        | 11        | —                           | Abe Blocker                 | 24. Nov. 1962        | —                                     | Andrew V. McLaglen | John Meston                 | 31215               |
| 279        | 12        | —                           | The Way It Is               | 1. Dez. 1962         | —                                     | Harry Harris       | Kathleen Hite, Frank Paris  | 31214               |
| 280        | 13        | —                           | Us Haggens                  | 8. Dez. 1962         | —                                     | Andrew V. McLaglen | Les Crutchfield             | —                   |
| 281        | 14        | —                           | Uncle Sunday                | 15. Dez. 1962        | —                                     | Joseph Sargent     | John Meston                 | —                   |
| 282        | 15        | Gefährliche Wette           | False Front                 | 22. Dez. 1962        | 18. Juni 1967                         | Andrew V. McLaglen | John Meston, Hal Moffett    | 31201               |
| 283        | 16        | —                           | Old Comrade                 | 29. Dez. 1962        | —                                     | Harry Harris       | John Dunkel                 | 31217               |
| 284        | 17        | —                           | Louis Pheeters              | 5. Jan. 1963         | —                                     | Harry Harris       | John Meston                 | 31202               |
| 285        | 18        | Weißes Gesindel             | The Renegades               | 12. Jan. 1963        | 23. Juli 1967                         | Andrew V. McLaglen | John Meston                 | 31211               |
| 286        | 19        | —                           | Cotter’s Girl               | 19. Jan. 1963        | —                                     | Harry Harris       | Kathleen Hite               | 31219               |
| 287        | 20        | —                           | The Bad One                 | 26. Jan. 1963        | —                                     | Sobey Martin       | Gwen Bagni                  | 31216               |
| 288        | 21        | —                           | The Cousin                  | 2. Feb. 1963         | —                                     | Harry Harris       | Marian Clark, Kathleen Hite | 31221               |
| 289        | 22        | —                           | Shona                       | 9. Feb. 1963         | —                                     | Ted Post           | John Meston                 | 31220               |
| 290        | 23        | —                           | Ash                         | 16. Feb. 1963        | —                                     | Harry Harris       | John Meston                 | 31223               |
| 291        | 24        | —                           | Blind Man’s Bluff           | 23. Feb. 1963        | —                                     | Ted Post           | John Meston                 | 31222               |
| 292        | 25        | —                           | Quint’s Indian              | 1. März 1963         | —                                     | Fred Jackman Jr.   | Marian Clark, John Meston   | 31224               |
| 293        | 26        | —                           | Anybody Can Kill A Marshal  | 8. März 1963         | —                                     | Harry Harris       | Kathleen Hite               | 31225               |
| 294        | 27        | —                           | Two Of A Kind               | 16. März 1963        | —                                     | Andrew V. McLaglen | Merwin Gerard               | 31226               |
| 295        | 28        | —                           | I Call Him Wonder           | 23. März 1963        | —                                     | Harry Harris       | Kathleen Hite               | 31227               |
| 296        | 29        | —                           | With A Smile                | 30. März 1963        | —                                     | Andrew V. McLaglen | Bud Furillo, John Meston    | 31228               |
| 297        | 30        | —                           | The Far Places              | 6. Apr. 1963         | —                                     | Harry Harris       | John Dunkel                 | 31229               |
| 298        | 31        | —                           | Panacea Sykes               | 13. Apr. 1963        | —                                     | William Conrad     | Kathleen Hite               | 31203               |
| 299        | 32        | —                           | Tell Chester                | 20. Apr. 1963        | —                                     | Joseph Sargent     | Frank Paris                 | 31231               |
| 300        | 33        | —                           | Quint-Cindent               | 27. Apr. 1963        | —                                     | Andrew V. McLaglen | Kathleen Hite               | 31230               |
| 301        | 34        | —                           | Old York                    | 4. Mai 1963          | —                                     | Harry Harris       | John Meston                 | 31233               |
| 302        | 35        | —                           | Daddy Went Away             | 11. Mai 1963         | —                                     | Joseph Sargent     | Kathleen Hite, John Rosser  | 31232               |
| 303        | 36        | —                           | The Odyssey Of Jubal Tanner | 18. Mai 1963         | —                                     | Andrew V. McLaglen | Paul Savage                 | 31234               |
| 304        | 37        | —                           | Jeb                         | 25. Mai 1963         | —                                     | Harry Harris       | Paul Savage                 | 31235               |
| 305        | 38        | —                           | The Quest For Asa Janin     | 1. Juni 1963         | —                                     | Andrew V. McLaglen | Paul Savage                 | 31236               |

## Staffel 9
Die Erstausstrahlung der neunten Staffel war vom 28. September 1963 bis zum 6. Juni 1964 auf dem US-amerikanischen Sender CBS zu sehen. Die Staffel beinhaltet 36 Episoden in Schwarz-Weiß mit einer jeweiligen Dauer von rund 50 Minuten.
| Nr. (ges.) | Nr. (St.) | Deutscher Titel                | Originaltitel               | Erstausstrahlung USA | Deutschsprachige Erstausstrahlung (D) | Regie              | Drehbuch          | Produktions- nummer |
| ---------- | --------- | ------------------------------ | --------------------------- | -------------------- | ------------------------------------- | ------------------ | ----------------- | ------------------- |
| 306        | 1         | —                              | Kate Heller                 | 28. Sep. 1963        | —                                     | Harry Harris       | Kathleen Hite     | —                   |
| 307        | 2         | —                              | Lover Boy                   | 5. Okt. 1963         | —                                     | Andrew V. McLaglen | John Meston       | 7107                |
| 308        | 3         | —                              | Legends Don’t Sleep         | 12. Okt. 1963        | —                                     | Harry Harris       | Kathleen Hite     | 7106                |
| 309        | 4         | —                              | Tobe                        | 19. Okt. 1963        | —                                     | John English       | Paul Savage       | 7109                |
| 310        | 5         | —                              | Easy Come                   | 26. Okt. 1963        | —                                     | Andrew V. McLaglen | John Meston       | 7103                |
| 311        | 6         | —                              | My Sister’s Keeper          | 2. Nov. 1963         | —                                     | Harry Harris       | Kathleen Hite     | 7110                |
| 312        | 7         | —                              | Quint’s Trail               | 9. Nov. 1963         | —                                     | Harry Harris       | Kathleen Hite     | 7112                |
| 313        | 8         | —                              | Carter Caper                | 16. Nov. 1963        | —                                     | Jerry Hopper       | John Meston       | 7111                |
| 314        | 9         | —                              | Ex-Con                      | 30. Nov. 1963        | —                                     | Thomas Carr        | John Meston       | 7117                |
| 315        | 10        | —                              | Extradition (Part 1)        | 7. Dez. 1963         | —                                     | John English       | Antony Ellis      | 7115                |
| 316        | 11        | —                              | Extradition (Part 2)        | 14. Dez. 1963        | —                                     | John English       | Antony Ellis      | 7116                |
| 317        | 12        | —                              | The Magician                | 21. Dez. 1963        | —                                     | Harry Harris       | John Kneubuhl     | 7104                |
| 318        | 13        | —                              | Pa Hack’s Brood             | 28. Dez. 1963        | —                                     | Jerry Hopper       | Paul Savage       | 7108                |
| 319        | 14        | —                              | The Glory And The Mud       | 4. Jan. 1964         | —                                     | Jerry Hopper       | Gwen Bagni        | 7113                |
| 320        | 15        | —                              | Dry Well                    | 11. Jan. 1964        | —                                     | Harry Harris       | John Meston       | 7120                |
| 321        | 16        | —                              | Prairie Wolfer              | 18. Jan. 1964        | —                                     | Andrew V. McLaglen | John Dunkel       | 7119                |
| 322        | 17        | —                              | Friend                      | 25. Jan. 1964        | —                                     | Harry Harris       | Kathleen Hite     | 7122                |
| 323        | 18        | —                              | Once A Haggen               | 1. Feb. 1964         | —                                     | Andrew V. McLaglen | Les Crutchfield   | 7118                |
| 324        | 19        | —                              | No Hands                    | 8. Feb. 1964         | —                                     | Andrew V. McLaglen | John Meston       | 7101                |
| 325        | 20        | —                              | May Blossoms                | 15. Feb. 1964        | —                                     | Andrew V. McLaglen | Kathleen Hite     | 7123                |
| 326        | 21        | —                              | The Bassops                 | 22. Feb. 1964        | —                                     | Andrew V. McLaglen | Tom Hanley        | 7121                |
| 327        | 22        | —                              | The Kite                    | 29. Feb. 1964        | —                                     | Andrew V. McLaglen | John Meston       | 7124                |
| 328        | 23        | —                              | Comanches Is Soft           | 7. März 1964         | —                                     | Harry Harris       | Kathleen Hite     | 7126                |
| 329        | 24        | —                              | Father Love                 | 14. März 1964        | —                                     | Harry Harris       | John Meston       | 7125                |
| 330        | 25        | —                              | Now That April’s There      | 21. März 1964        | —                                     | Andrew V. McLaglen | Les Crutchfield   | 7127                |
| 331        | 26        | —                              | Caleb                       | 28. März 1964        | —                                     | Harry Harris       | Paul Savage       | 7128                |
| 332        | 27        | —                              | Owney Tupper Had A Daughter | 4. Apr. 1964         | —                                     | Jerry Hopper       | Paul Savage       | 7105                |
| 333        | 28        | —                              | Bently                      | 11. Apr. 1964        | —                                     | Harry Harris       | John Kneubuhl     | 7114                |
| 334        | 29        | —                              | Kitty Cornered              | 18. Apr. 1964        | —                                     | John Brahm         | Kathleen Hite     | 7131                |
| 335        | 30        | Matt Dillon wirft das Handtuch | The Promoter                | 25. Apr. 1964        | 14. Jan. 1968                         | Andrew V. McLaglen | John Meston       | 7129                |
| 336        | 31        | —                              | Trip West                   | 2. Mai 1964          | —                                     | Harry Harris       | John Dunkel       | 7132                |
| 337        | 32        | —                              | Scot Free                   | 9. Mai 1964          | —                                     | Harry Harris       | Kathleen Hite     | 7130                |
| 338        | 33        | —                              | The Warden                  | 16. Mai 1964         | —                                     | Andrew V. McLaglen | Les Crutchfield   | 7133                |
| 339        | 34        | —                              | Homecoming                  | 23. Mai 1964         | —                                     | Harry Harris       | Shimon Wincelberg | 7134                |
| 340        | 35        | —                              | The Other Half              | 30. Mai 1964         | —                                     | Andrew V. McLaglen | John Dunkel       | 7135                |
| 341        | 36        | —                              | Journey For Three           | 6. Juni 1964         | —                                     | Harry Harris       | Frank Paris       | 7136                |

## Staffel 10
Die Erstausstrahlung der zehnten Staffel war vom 26. September 1964 bis zum 29. Mai 1965 auf dem US-amerikanischen Sender CBS zu sehen. Die Staffel beinhaltet 36 Episoden in Schwarz-Weiß mit einer jeweiligen Dauer von rund 50 Minuten.
| Nr. (ges.) | Nr. (St.) | Deutscher Titel  | Originaltitel           | Erstausstrahlung USA | Deutschsprachige Erstausstrahlung (D) | Regie               | Drehbuch                          | Produktions- nummer |
| ---------- | --------- | ---------------- | ----------------------- | -------------------- | ------------------------------------- | ------------------- | --------------------------------- | ------------------- |
| 342        | 1         | —                | Blue Heaven             | 26. Sep. 1964        | —                                     | Michael O’Herlihy   | Les Crutchfield                   | 1615-0410           |
| 343        | 2         | —                | Crooked Mile            | 3. Okt. 1964         | —                                     | Andrew V. McLaglen  | Les Crutchfield                   | 1615-0401           |
| 344        | 3         | —                | Old Man                 | 10. Okt. 1964        | —                                     | Harry Harris        | John Meston                       | 1615-0409           |
| 345        | 4         | Auge um Auge     | The Violators           | 17. Okt. 1964        | 3. Sep. 1967                          | Harry Harris        | John Dunkel                       | 1615-0413           |
| 346        | 5         | —                | Doctor’s Wife           | 24. Okt. 1964        | —                                     | Harry Harris        | George Eckstein                   | 1615-0406           |
| 347        | 6         | —                | Take Her, She’s Cheap   | 31. Okt. 1964        | —                                     | Harry Harris        | Kathleen Hite                     | 1615-0411           |
| 348        | 7         | —                | Help Me, Kitty          | 7. Nov. 1964         | —                                     | Harry Harris        | Kathleen Hite                     | 1615-0414           |
| 349        | 8         | —                | Hung High               | 14. Nov. 1964        | —                                     | Mark Rydell         | John Meston                       | 1615-0416           |
| 350        | 9         | Jonah Hutchinson | Jonah Hutchinson        | 21. Nov. 1964        | 4. Juni 1967                          | Harry Harris        | Calvin Clements Sr.               | 1615-0404           |
| 351        | 10        | —                | Big Man, Big Target     | 28. Nov. 1964        | —                                     | Michael O’Herlihy   | John Mantley                      | 1615-0417           |
| 352        | 11        | —                | Chicken                 | 5. Dez. 1964         | —                                     | Andrew V. McLaglen  | John Meston                       | —                   |
| 353        | 12        | —                | Innocence               | 12. Dez. 1964        | —                                     | Harry Harris        | John Meston                       | 1615-0418           |
| 354        | 13        | —                | Aunt Thede              | 19. Dez. 1964        | —                                     | Sutton Roley        | Kathleen Hite                     | 1615-0412           |
| 355        | 14        | —                | Hammerhead              | 26. Dez. 1964        | —                                     | Christian Nyby      | Antony Ellis                      | 1615-0408           |
| 356        | 15        | —                | Double Entry            | 2. Jan. 1965         | —                                     | Joseph Sargent      | Les Crutchfield                   | 1615-0419           |
| 357        | 16        | —                | Run, Sheep, Run         | 9. Jan. 1965         | —                                     | Harry Harris        | John Meston                       | 1615-0420           |
| 358        | 17        | —                | Deputy Festus           | 16. Jan. 1965        | —                                     | Harry Harris        | Calvin Clements Sr.               | 1615-0422           |
| 359        | 18        | —                | One Killer On Ice       | 23. Jan. 1965        | —                                     | Joseph H. Lewis     | Richard Carr                      | 1615-0421           |
| 360        | 19        | —                | Chief Joseph            | 30. Jan. 1965        | —                                     | Mark Rydell         | Clyde Ware, Thomas Warner         | 1615-0424           |
| 361        | 20        | —                | Circus Trick            | 6. Feb. 1965         | —                                     | William F. Claxton  | Les Crutchfield                   | 1615-0407           |
| 362        | 21        | —                | Song For Dying          | 13. Feb. 1965        | —                                     | Allen Reisner       | Harry Kronman                     | —                   |
| 363        | 22        | —                | Winner Take All         | 20. Feb. 1965        | —                                     | Vincent McEveety    | Les Crutchfield                   | —                   |
| 364        | 23        | —                | Eliab’s Aim             | 27. Feb. 1965        | —                                     | Richard C. Sarafian | Will Corry                        | —                   |
| 365        | 24        | —                | Thursday’s Child        | 6. März 1965         | —                                     | Joseph H. Lewis     | Robert Lewin                      | —                   |
| 366        | 25        | —                | Breckinridge            | 13. März 1965        | —                                     | Vincent McEveety    | Les Crutchfield                   | —                   |
| 367        | 26        | —                | Bank Baby               | 20. März 1965        | —                                     | Andrew V. McLaglen  | John Meston                       | —                   |
| 368        | 27        | —                | Lady                    | 27. März 1965        | —                                     | Mark Rydell         | John Mantley                      | —                   |
| 369        | 28        | —                | Dry Road To Nowhere     | 3. Apr. 1965         | —                                     | Vincent McEveety    | Harry Kronman                     | —                   |
| 370        | 29        | —                | Twenty Miles From Dodge | 10. Apr. 1965        | —                                     | Mark Rydell         | Clyde Ware                        | —                   |
| 371        | 30        | —                | The Pariah              | 17. Apr. 1965        | —                                     | Harry Harris        | Calvin Clements Sr.               | —                   |
| 372        | 31        | —                | Gilt Guilt              | 24. Apr. 1965        | —                                     | Harry Harris        | Kathleen Hite                     | —                   |
| 373        | 32        | —                | Bad Lady From Brookline | 1. Mai 1965          | —                                     | Michael O’Herlihy   | Gustave Field                     | —                   |
| 374        | 33        | —                | Two Tall Men            | 8. Mai 1965          | —                                     | Vincent McEveety    | Frank Q. Dobbs, Robert C. Stewart | —                   |
| 375        | 34        | —                | Honey Pot               | 15. Mai 1965         | —                                     | Harry Harris        | John Meston                       | —                   |
| 376        | 35        | —                | The New Society         | 22. Mai 1965         | —                                     | Joseph Sargent      | Calvin Clements Sr.               | —                   |
| 377        | 36        | —                | He Who Steals           | 29. Mai 1965         | —                                     | Harry Harris        | John Meston                       | —                   |

## Staffel 11
Die Erstausstrahlung der elften Staffel war vom 18. September 1965 bis zum 7. Mai 1966 auf dem US-amerikanischen Sender CBS zu sehen. Die Staffel beinhaltet 32 Episoden in Schwarz-Weiß mit einer jeweiligen Dauer von rund 50 Minuten.
| Nr. (ges.) | Nr. (St.) | Deutscher Titel | Originaltitel                | Erstausstrahlung USA | Deutschsprachige Erstausstrahlung (D) | Regie            | Drehbuch                                | Produktions- nummer |
| ---------- | --------- | --------------- | ---------------------------- | -------------------- | ------------------------------------- | ---------------- | --------------------------------------- | ------------------- |
| 378        | 1         | —               | Seven Hours To Dawn          | 18. Sep. 1965        | —                                     | Vincent McEveety | Clyde Ware                              | —                   |
| 379        | 2         | —               | The Storm                    | 25. Sep. 1965        | —                                     | Joseph Sargent   | Paul Savage                             | —                   |
| 380        | 3         | —               | Clayton Thaddeus Greenwood   | 2. Okt. 1965         | —                                     | Joseph Sargent   | Calvin Clements Sr.                     | —                   |
| 381        | 4         | —               | Ten Little Indians           | 9. Okt. 1965         | —                                     | Mark Rydell      | George Eckstein                         | —                   |
| 382        | 5         | —               | Taps For Old Jeb             | 16. Okt. 1965        | —                                     | James Sheldon    | Les Crutchfield                         | —                   |
| 383        | 6         | —               | Kioga                        | 23. Okt. 1965        | —                                     | Harry Harris     | Robert Lewin                            | —                   |
| 384        | 7         | —               | The Bounty Hunters           | 30. Okt. 1965        | —                                     | Harry Harris     | Paul Savage                             | —                   |
| 385        | 8         | —               | The Reward                   | 6. Nov. 1965         | —                                     | Marc Daniels     | Scott Hunt, Beth Keele, Gilbert Ralston | —                   |
| 386        | 9         | —               | Malachi                      | 13. Nov. 1965        | —                                     | Gary Nelson      | William Putman                          | —                   |
| 387        | 10        | —               | The Pretender                | 20. Nov. 1965        | —                                     | Vincent McEveety | Calvin Clements Sr.                     | —                   |
| 388        | 11        | —               | South Wind                   | 27. Nov. 1965        | —                                     | Allen Reisner    | Jack Bartlett                           | —                   |
| 389        | 12        | —               | The Hostage                  | 4. Dez. 1965         | —                                     | Vincent McEveety | Jo Ann Johnson, Clyde Ware              | —                   |
| 390        | 13        | —               | Outlaw’s Woman               | 11. Dez. 1965        | —                                     | Mark Rydell      | Clyde Ware                              | —                   |
| 391        | 14        | —               | The Avengers                 | 18. Dez. 1965        | —                                     | Vincent McEveety | Donn Mullally                           | —                   |
| 392        | 15        | —               | Gold Mine                    | 25. Dez. 1965        | —                                     | Abner Biberman   | Scott Hunt, Beth Keele                  | —                   |
| 393        | 16        | —               | Death Watch                  | 8. Jan. 1966         | —                                     | Mark Rydell      | Calvin Clements Sr.                     | —                   |
| 394        | 17        | —               | Sweet Billy, Singer Of Songs | 15. Jan. 1966        | —                                     | Alvin Ganzer     | Gustave Field                           | —                   |
| 395        | 18        | —               | The Raid (Part 1)            | 22. Jan. 1966        | —                                     | Vincent McEveety | Clyde Ware                              | —                   |
| 396        | 19        | —               | The Raid (Part 2)            | 29. Jan. 1966        | —                                     | Vincent McEveety | Clyde Ware                              | —                   |
| 397        | 20        | —               | Killer At Large              | 5. Feb. 1966         | —                                     | Marc Daniels     | Calvin Clements Sr.                     | —                   |
| 398        | 21        | —               | My Father’s Guitar           | 12. Feb. 1966        | —                                     | Robert Totten    | Hal Sitowitz                            | —                   |
| 399        | 22        | —               | Wishbone                     | 19. Feb. 1966        | —                                     | Marc Daniels     | Paul Savage                             | —                   |
| 400        | 23        | —               | Sanctuary                    | 26. Feb. 1966        | —                                     | Harry Harris     | Calvin Clements Sr.                     | —                   |
| 401        | 24        | Gnade vor Recht | Honor Before Justice         | 5. März 1966         | 28. Jan. 1968                         | Harry Harris     | Frank Q. Dobbs, Robert C. Stewart       | —                   |
| 402        | 25        | —               | The Brothers                 | 12. März 1966        | —                                     | Tay Garnett      | Tom Hanley                              | —                   |
| 403        | 26        | —               | Witch Doctor                 | 19. März 1966        | —                                     | Peter Graves     | Les Crutchfield                         | —                   |
| 404        | 27        | —               | Harvest                      | 26. März 1966        | —                                     | Harry Harris     | Les Crutchfield                         | —                   |
| 405        | 28        | —               | By Line                      | 9. Apr. 1966         | —                                     | Allen Reisner    | Les Crutchfield                         | —                   |
| 406        | 29        | —               | Treasure Of John Walking Fox | 16. Apr. 1966        | —                                     | Marc Daniels     | Leo Bagby, Clyde Ware                   | —                   |
| 407        | 30        | —               | My Father, My Son            | 23. Apr. 1966        | —                                     | Robert Totten    | Hal Sitowitz                            | —                   |
| 408        | 31        | —               | Parson Comes To Town         | 30. Apr. 1966        | —                                     | Marc Daniels     | Verne Jay                               | —                   |
| 409        | 32        | —               | Prime Of Life                | 7. Mai 1966          | —                                     | Robert Totten    | Daniel B. Ullman                        | —                   |

## Staffel 12
Die Erstausstrahlung der zwölften Staffel war vom 17. September 1966 bis zum 15. April 1967 auf dem US-amerikanischen Sender CBS zu sehen. Die Staffel beinhaltet 29 Episoden in Farbe mit einer jeweiligen Dauer von rund 50 Minuten.
| Nr. (ges.) | Nr. (St.) | Deutscher Titel                   | Originaltitel         | Erstausstrahlung USA | Deutschsprachige Erstausstrahlung (D) | Regie               | Drehbuch                                 | Produktions- nummer |
| ---------- | --------- | --------------------------------- | --------------------- | -------------------- | ------------------------------------- | ------------------- | ---------------------------------------- | ------------------- |
| 410        | 1         | Matt Dillon gibt den Stern zurück | Snap Decision         | 17. Sep. 1966        | 7. Sep. 1969                          | Mark Rydell         | Richard Carr                             | 203                 |
| 411        | 2         | Goldraub                          | The Goldtakers        | 24. Sep. 1966        | 7. Juli 1968                          | Vincent McEveety    | Clyde Ware                               | 204                 |
| 412        | 3         | Zwei letzte Nächte                | The Jailor            | 1. Okt. 1966         | 12. Okt. 1989                         | Vincent McEveety    | Hal Sitowitz                             | 206                 |
| 413        | 4         | Männer ohne Heimat                | The Mission           | 8. Okt. 1966         | 19. Okt. 1989                         | Mark Rydell         | Richard Carr                             | 205                 |
| 414        | 5         | Der Wahrheit die Ehre             | The Good People       | 15. Okt. 1966        | 6. Okt. 1968                          | Robert Totten       | James Landis                             | 210                 |
| 415        | 6         | Eine Kugel für Matt Dillon        | Gunfighter, R.I.P.    | 22. Okt. 1966        | 20. Okt. 1968                         | Mark Rydell         | Michael Fisher, Hal Sitowitz             | 215                 |
| 416        | 7         | Alles auf eine Karte              | The Wrong Man         | 29. Okt. 1966        | 26. Okt. 1989                         | Robert Totten       | Clyde Ware, Robert Lewin                 | 208                 |
| 417        | 8         | Der Glücksbaum                    | The Whispering Tree   | 12. Nov. 1966        | 2. März 1983                          | Vincent McEveety    | Calvin Clements Sr.                      | 201                 |
| 418        | 9         | Wasser für Dodge City             | The Well              | 19. Nov. 1966        | 30. März 1983                         | Marc Daniels        | Francis M. Cockrell                      | 209                 |
| 419        | 10        | Der Blinde                        | Stage Stop            | 26. Nov. 1966        | 2. Nov. 1989                          | Irving J. Moore     | Hal Sitowitz                             | 212                 |
| 420        | 11        | Die Neulinge aus Schweden         | The Newcomers         | 3. Dez. 1966         | 9. Nov. 1989                          | Robert Totten       | Calvin Clements Sr.                      | 218                 |
| 421        | 12        | Fred Bateman schweigt             | Quaker Girl           | 10. Dez. 1966        | 15. Dez. 1968                         | Bernard L. Kowalski | Preston Wood                             | 202                 |
| 422        | 13        | Der kleine Bruder                 | The Moonstone         | 17. Dez. 1966        | 16. Nov. 1989                         | Richard A. Colla    | Paul Savage                              | 216                 |
| 423        | 14        | Der Weltmeister                   | Champion Of The World | 24. Dez. 1966        | 14. Mai 1978                          | Marc Daniels        | Les Crutchfield                          | 214                 |
| 424        | 15        | Henker wider Willen               | The Hanging           | 31. Dez. 1966        | 23. Nov. 1989                         | Bernard L. Kowalski | Calvin Clements Jr., Calvin Clements Sr. | 207                 |
| 425        | 16        | Vergiftetes Wasser                | Saturday Night        | 7. Jan. 1967         | 27. Juli 1969                         | Robert Totten       | Clyde Ware                               | 220                 |
| 426        | 17        | Der tolle Hund                    | Mad Dog               | 14. Jan. 1967        | 9. Juni 1968                          | Charles R. Rondeau  | Jay Simms                                | 217                 |
| 427        | 18        | Muley                             | Muley                 | 21. Jan. 1967        | 23. Feb. 1983                         | Allen Reisner       | Les Crutchfield                          | 213                 |
| 428        | 19        | Das Bild auf dem Steckbrief       | Mail Drop             | 28. Jan. 1967        | 17. Aug. 1969                         | Robert Totten       | Calvin Clements Sr.                      | 222                 |
| 429        | 20        | Alte Freunde                      | Old Friends           | 4. Feb. 1967         | 5. März 1978                          | Allen Reisner       | Clyde Ware                               | 211                 |
| 430        | 21        | Der Australier                    | Fandango              | 11. Feb. 1967        | 7. Dez. 1989                          | James Landis        | Don Ingalls                              | 219                 |
| 431        | 22        | Bankraub in Dodge City            | The Returning         | 18. Feb. 1967        | 31. Aug. 1969                         | Marc Daniels        | James Landis                             | 221                 |
| 432        | 23        | Eine Falle für Neely              | The Lure              | 25. Feb. 1967        | 14. Dez. 1989                         | Marc Daniels        | Clyde Ware                               | 224                 |
| 433        | 24        | Dillon und der Gesetzlose         | Noose Of Gold         | 4. März 1967         | 14. Okt. 1979                         | Irving J. Moore     | Clyde Ware                               | 226                 |
| 434        | 25        | Eine offene Rechnung              | The Favor             | 11. März 1967        | 12. Mai 1968                          | Marc Daniels        | Don Ingalls                              | 223                 |
| 435        | 26        | Verwechslung mit Absicht          | Mistaken Identity     | 18. März 1967        | 21. Dez. 1989                         | Robert Totten       | Les Crutchfield, Paul Savage             | 227                 |
| 436        | 27        | Fünf Schutzengel für Sweeney      | Ladies From St. Louis | 25. März 1967        | 28. Dez. 1989                         | Irving J. Moore     | Clyde Ware                               | 228                 |
| 437        | 28        | Der Sprengstoffexperte (Teil 1)   | Nitro! (Part 1)       | 8. Apr. 1967         | 16. März 1983                         | Robert Totten       | Preston Wood                             | 225                 |
| 438        | 29        | Der Sprengstoffexperte (Teil 2)   | Nitro! (Part 2)       | 15. Apr. 1967        | 23. März 1983                         | Robert Totten       | Preston Wood                             | 230                 |

## Staffel 13
Die Erstausstrahlung der dreizehnten Staffel war vom 11. September 1967 bis zum 4. März 1968 auf dem US-amerikanischen Sender CBS zu sehen. Die Staffel beinhaltet 25 Episoden in Farbe mit einer jeweiligen Dauer von rund 50 Minuten.
| Nr. (ges.) | Nr. (St.) | Deutscher Titel                    | Originaltitel                | Erstausstrahlung USA | Deutschsprachige Erstausstrahlung (D) | Regie                 | Drehbuch                     | Produktions- nummer |
| ---------- | --------- | ---------------------------------- | ---------------------------- | -------------------- | ------------------------------------- | --------------------- | ---------------------------- | ------------------- |
| 439        | 1         | Matt Dillon spielt falsch          | The Wreckers                 | 11. Sep. 1967        | 5. Okt. 1969                          | Robert Totten         | Hal Sitowitz                 | 251                 |
| 440        | 2         | Die Rivalen                        | Cattle Barons                | 18. Sep. 1967        | 14. Sep. 1969                         | Gunnar Hellström      | Clyde Ware                   | 261                 |
| 441        | 3         | Der verlorene Sohn                 | The Prodigal                 | 25. Sep. 1967        | 26. Okt. 1969                         | Bernard McEveety      | Calvin Clements Sr.          | 229                 |
| 442        | 4         | Schrei nach Rache (Teil 1)         | Vengeance (Part 1)           | 2. Okt. 1967         | 4. Jan. 1990                          | Richard C. Sarafian   | Calvin Clements Sr.          | 252                 |
| 443        | 5         | Schrei nach Rache (Teil 2)         | Vengeance (Part 2)           | 9. Okt. 1967         | 11. Jan. 1990                         | Richard C. Sarafian   | Calvin Clements Sr.          | 252                 |
| 444        | 6         | Nur ein Hut …                      | A Hat                        | 16. Okt. 1967        | 18. Jan. 1990                         | Robert Totten         | Ron Bishop                   | 254                 |
| 445        | 7         | Vetter Henry                       | Hard Luck Henry              | 23. Okt. 1967        | 6. Apr. 1983                          | John Rich             | Warren Douglas               | 262                 |
| 446        | 8         | Festus in der Klemme               | Major Glory                  | 30. Okt. 1967        | 21. Sep. 1969                         | Robert Totten         | Richard Carr, Clyde Ware     | 257                 |
| 447        | 9         | Geiseln                            | The Pillagers                | 6. Nov. 1967         | 12. Okt. 1969                         | Vincent McEveety      | Calvin Clements Sr.          | 259                 |
| 448        | 10        | Präriewölfe                        | Prairie Wolfers              | 13. Nov. 1967        | 28. Sep. 1969                         | Robert Butler         | Calvin Clements Sr.          | 255                 |
| 449        | 11        | Der Mordauftrag                    | Strangers In Town            | 20. Nov. 1967        | 25. Jan. 1990                         | E. Darrell Hallenbeck | John Dunkel, Emily Mosher    | 263                 |
| 450        | 12        | Tödliche Fracht                    | Death Train                  | 27. Nov. 1967        | 19. Okt. 1969                         | Gunnar Hellström      | Ken Trevey                   | 264                 |
| 451        | 13        | Festus unter Verdacht              | Rope Fever                   | 4. Dez. 1967         | 8. Jan. 1978                          | David Alexander       | Chris Rellas                 | 260                 |
| 452        | 14        | Jud und der Indianerjunge          | Wonder                       | 18. Dez. 1967        | 1. Feb. 1990                          | Irving J. Moore       | William Blinn, Mary Worrell  | 258                 |
| 453        | 15        | 13 im Dutzend                      | Baker’s Dozen                | 25. Dez. 1967        | 16. Nov. 1969                         | Irving J. Moore       | Charles Joseph Stone         | 265                 |
| 454        | 16        | Das Opfer                          | The Victim                   | 1. Jan. 1968         | 10. Sep. 1978                         | Vincent McEveety      | Arthur Rowe, Hal Sitowitz    | 268                 |
| 455        | 17        | Die Ratten von Dodge City          | Deadman’s Law                | 8. Jan. 1968         | 28. Dez. 1969                         | John Rich             | Calvin Clements Jr.          | 269                 |
| 456        | 18        | In die Enge getrieben              | Nowhere To Run               | 15. Jan. 1968        | 9. Nov. 1969                          | Vincent McEveety      | Ron Honthaner, Robert Totten | 270                 |
| 457        | 19        | Blutgeld                           | Blood Money                  | 22. Jan. 1968        | 2. Nov. 1969                          | Robert Totten         | Hal Sitowitz                 | 267                 |
| 458        | 20        | Das Mädchen aus den Bergen         | Hill Girl                    | 29. Jan. 1968        | 8. Feb. 1990                          | Robert Totten         | Calvin Clements Sr.          | 273                 |
| 459        | 21        | Gefährliche Beute                  | The Gunrunners (Buffalo Man) | 5. Feb. 1968         | 23. Nov. 1969                         | Irving J. Moore       | Hal Sitowitz                 | 272                 |
| 460        | 22        | Die Verfolgung                     | The Jackals                  | 12. Feb. 1968        | 8. Okt. 1978                          | Alvin Ganzer          | Calvin Clements Jr.          | 256                 |
| 461        | 23        | Das Vermächtnis des weißen Büffels | The First People             | 19. Feb. 1968        | 30. Nov. 1969                         | Robert Totten         | Calvin Clements Sr.          | 271                 |
| 462        | 24        | Der Mann mit der Wünschelrute      | Mr. Sam’l                    | 26. Feb. 1968        | 22. Feb. 1990                         | Gunnar Hellström      | Harry Kronman                | 274                 |
| 463        | 25        | Ein Strick für Dobie Price         | A Noose for Dobie Price      | 4. März 1968         | 1. März 1990                          | Richard C. Sarafian   | Antony Ellis                 | 266                 |

## Staffel 14
Die Erstausstrahlung der vierzehnten Staffel war vom 23. September 1968 bis zum 24. März 1969 auf dem US-amerikanischen Sender CBS zu sehen. Die Staffel beinhaltet 26 Episoden in Farbe mit einer jeweiligen Dauer von rund 50 Minuten.
| Nr. (ges.) | Nr. (St.) | Deutscher Titel                 | Originaltitel        | Erstausstrahlung USA | Deutschsprachige Erstausstrahlung (D) | Regie              | Drehbuch                                              | Produktions- nummer |
| ---------- | --------- | ------------------------------- | -------------------- | -------------------- | ------------------------------------- | ------------------ | ----------------------------------------------------- | ------------------- |
| 464        | 1         | Mein ist die Rache              | Lylle’s Kid          | 23. Sep. 1968        | 21. Dez. 1969                         | Bernard McEveety   | Calvin Clements Sr.                                   | 302                 |
| 465        | 2         | Die Viehdiebe                   | The Hide Cutters     | 30. Sep. 1968        | 11. Juni 1978                         | Bernard McEveety   | Jack Turley                                           | 305                 |
| 466        | 3         | Paco, der Mexikanerjunge        | Zavala               | 7. Okt. 1968         | 7. Dez. 1969                          | Vincent McEveety   | Paul Savage                                           | 301                 |
| 467        | 4         | Onkel Finney                    | Uncle Finney         | 14. Okt. 1968        | 6. Sep. 1970                          | Bernard McEveety   | Calvin Clements Sr.                                   | 311                 |
| 468        | 5         | Ben Slocum                      | Slocum               | 21. Okt. 1968        | 20. Apr. 1983                         | Leo Penn           | Ron Bishop                                            | 306                 |
| 469        | 6         | Der Unruhestifter               | O’Quillian           | 28. Okt. 1968        | 23. Aug. 1970                         | John Rich          | Ron Bishop                                            | 304                 |
| 470        | 7         | Nachtzug nach Dodge City        | 9:12 To Dodge City   | 11. Nov. 1968        | 2. Apr. 1978                          | Marvin J. Chomsky  | Preston Wood                                          | 308                 |
| 471        | 8         | Festus spielt den Ehemann       | Abelia               | 18. Nov. 1968        | 30. Aug. 1970                         | Vincent McEveety   | Calvin Clements Sr.                                   | 312                 |
| 472        | 9         | Schienenstrang und harte Fäuste | Railroad!            | 25. Nov. 1968        | 31. Dez. 1969                         | Marvin J. Chomsky  | Arthur Rowe                                           | 314                 |
| 473        | 10        | Wunder dauern etwas länger      | The Miracle Man      | 2. Dez. 1968         | 13. Sep. 1970                         | Bernard McEveety   | Calvin Clements Sr.                                   | 313                 |
| 474        | 11        | Eine schwere Geburt             | Waco                 | 9. Dez. 1968         | 12. Apr. 1990                         | Robert Totten      | Ron Bishop                                            | 316                 |
| 475        | 12        | Lobo                            | Lobo                 | 16. Dez. 1968        | 15. Nov. 1970                         | Bernard McEveety   | Jim Byrnes                                            | 315                 |
| 476        | 13        | Unter Mordverdacht              | Johnny Cross         | 23. Dez. 1968        | 20. Sep. 1970                         | Herschel Daugherty | Calvin Clements Sr.                                   | 309                 |
| 477        | 14        | Arm aber ehrlich                | The Money Store      | 30. Dez. 1968        | 27. Sep. 1970                         | Vincent McEveety   | William Blinn                                         | 303                 |
| 478        | 15        | Die Familie Copperton           | The Twisted Heritage | 6. Jan. 1969         | 15. März 1990                         | Bernard McEveety   | Robert Heverly, Arthur Rowe, Paul Savage, Jack Turley | 317                 |
| 479        | 16        | Matts alte Freundin             | Time Of The Jackals  | 13. Jan. 1969        | 15. Feb. 1990                         | Vincent McEveety   | Richard Fielder, Paul Savage                          | 310                 |
| 480        | 17        | Der Gewaltmensch                | Mannon               | 20. Jan. 1969        | 22. März 1990                         | Robert Butler      | Ron Bishop                                            | 319                 |
| 481        | 18        | Die Goldgräberstadt             | Gold Town            | 27. Jan. 1969        | 18. Okt. 1970                         | Gunnar Hellström   | Calvin Clements Sr.                                   | 318                 |
| 482        | 19        | Was geschah in Donnaville?      | The Mark Of Cain     | 3. Feb. 1969         | 8. Nov. 1970                          | Vincent McEveety   | Ron Bishop                                            | 322                 |
| 483        | 20        | Keine Wahl für Doc Adams        | Reprisal             | 10. Feb. 1969        | 29. März 1990                         | Bernard McEveety   | Jack Hawn, Paul Savage                                | 321                 |
| 484        | 21        | Geiseln für Ben Miller          | The Long Night       | 17. Feb. 1969        | 4. Okt. 1970                          | John Rich          | Richard Carr, Paul Savage                             | 275                 |
| 485        | 22        | Nachtreiter vom Missouri        | The Night Riders     | 24. Feb. 1969        | 11. Okt. 1970                         | Irving J. Moore    | Calvin Clements Sr.                                   | 323                 |
| 486        | 23        | Ein Mann zuviel                 | The Intruder         | 3. März 1969         | 25. Okt. 1970                         | Vincent McEveety   | Jim Byrnes                                            | 325                 |
| 487        | 24        | Das falsche Dokument            | The Good Samaritans  | 10. März 1969        | 1. Nov. 1970                          | Bernard McEveety   | Paul Savage                                           | 324                 |
| 488        | 25        | Kopfgeld                        | The Prisoner         | 17. März 1969        | 5. Apr. 1990                          | Leo Penn           | Calvin Clements Sr.                                   | 320                 |
| 489        | 26        | Auge um Auge                    | Exodus 21.22         | 24. März 1969        | 19. Apr. 1990                         | Herschel Daugherty | Arthur Rowe                                           | 307                 |

## Staffel 15
Die Erstausstrahlung der fünfzehnten Staffel war vom 22. September 1969 bis zum 23. März 1970 auf dem US-amerikanischen Sender CBS zu sehen. Die Staffel beinhaltet 26 Episoden in Farbe mit einer jeweiligen Dauer von rund 50 Minuten.
| Nr. (ges.) | Nr. (St.) | Deutscher Titel                | Originaltitel               | Erstausstrahlung USA | Deutschsprachige Erstausstrahlung (D) | Regie             | Drehbuch                         | Produktions- nummer |
| ---------- | --------- | ------------------------------ | --------------------------- | -------------------- | ------------------------------------- | ----------------- | -------------------------------- | ------------------- |
| 490        | 1         | Die Falle                      | The Devil’s Outpost         | 22. Sep. 1969        | 14. Aug. 1977                         | Philip Leacock    | Bob Barbash, Jim Byrnes          | 356                 |
| 491        | 2         | Matt Dillons Vorgänger         | Stryker                     | 29. Sep. 1969        | 16. Sep. 1979                         | Robert Totten     | Herman Groves                    | 352                 |
| 492        | 3         | Wer ist die Frau in Schwarz?   | Coreyville                  | 6. Okt. 1969         | 30. Mai 1971                          | Bernard McEveety  | Herman Groves                    | 361                 |
| 493        | 4         | —                              | Danny                       | 13. Okt. 1969        | —                                     | Bernard McEveety  | Preston Wood                     | 354                 |
| 494        | 5         | Der Sohn des Apachen           | Hawk                        | 20. Okt. 1969        | 16. Mai 1971                          | Gunnar Hellström  | Jess Carneol, Kay Lenard         | 360                 |
| 495        | 6         | Ein gewisser Smith             | A Man Called „Smith“        | 27. Okt. 1969        | 10. Juni 1979                         | Vincent McEveety  | Calvin Clements Sr.              | 351                 |
| 496        | 7         | Die Rache des Häuptlings       | Charlie Noon                | 3. Nov. 1969         | 13. Juni 1971                         | Vincent McEveety  | Jim Byrnes                       | 363                 |
| 497        | 8         | Die Schwarzbrennerei           | The Still                   | 10. Nov. 1969        | 23. Mai 1971                          | Gunnar Hellström  | Calvin Clements Sr.              | 362                 |
| 498        | 9         | Familienehre                   | A Matter Of Honor           | 17. Nov. 1969        | 13. Apr. 1983                         | Robert Totten     | Joy Dexter                       | 355                 |
| 499        | 10        | Die Unschuld aus Vermont       | The Innocent                | 24. Nov. 1969        | 7. Juni 1990                          | Marvin J. Chomsky | Walter Black                     | 353                 |
| 500        | 11        | Mit den Augen der Nacht        | Ring Of Darkness            | 1. Dez. 1969         | 3. Mai 1990                           | Bernard McEveety  | Howard Dimsdale                  | 359                 |
| 501        | 12        | Der unheimliche Klavierspieler | MacGraw                     | 8. Dez. 1969         | 4. Juli 1971                          | Philip Leacock    | Jess Carneol, Kay Lenard         | 364                 |
| 502        | 13        | Bankkrach in Dodge City        | Roots Of Fear               | 15. Dez. 1969        | 11. Dez. 1977                         | Philip Leacock    | Arthur Browne Jr.                | 366                 |
| 503        | 14        | Drei Nonnen und zwei Kinder    | The Sisters                 | 29. Dez. 1969        | 10. Mai 1990                          | Philip Leacock    | William Kelley                   | 358                 |
| 504        | 15        | Kitty und die Indianer         | The War Priest              | 5. Jan. 1970         | 16. Juli 1978                         | Bernard McEveety  | William Kelley                   | 367                 |
| 505        | 16        | Unterwegs nach Fort Union      | The Pack Rat                | 12. Jan. 1970        | 18. Juli 1971                         | Philip Leacock    | Arthur Browne Jr., Jim Byrnes    | 369                 |
| 506        | 17        | Die Streithähne                | The Judas Gun               | 19. Jan. 1970        | 6. Nov. 1977                          | Vincent McEveety  | Harry Kronman                    | 365                 |
| 507        | 18        | Der Wunderdoktor               | Doctor Herman Schultz, M.D. | 26. Jan. 1970        | 11. Juli 1971                         | Bernard McEveety  | Calvin Clements Sr., Benny Rubin | 370                 |
| 508        | 19        | Kitty gib auf                  | The Badge                   | 2. Feb. 1970         | 20. Nov. 1971                         | Vincent McEveety  | Jim Byrnes                       | 374                 |
| 509        | 20        | —                              | Albert                      | 9. Feb. 1970         | —                                     | Vincent McEveety  | Jim Byrnes                       | 368                 |
| 510        | 21        | Kiowa                          | Kiowa!                      | 16. Feb. 1970        | 28. Aug. 1977                         | Bernard McEveety  | Ron Bishop                       | 372                 |
| 511        | 22        | Celia                          | Celia                       | 23. Feb. 1970        | 20. Juni 1971                         | Philip Leacock    | Harry Kronman                    | 373                 |
| 512        | 23        | Die Wunderwaffe                | Morgan                      | 2. März 1970         | 17. Mai 1990                          | Bernard McEveety  | Jess Carneol, Kay Lenard         | 375                 |
| 513        | 24        | Die Bewährung                  | The Thieves                 | 9. März 1970         | 25. Juli 1971                         | Philip Leacock    | Thomas Thompson                  | 371                 |
| 514        | 25        | Hackett                        | Hackett                     | 16. März 1970        | 24. Mai 1990                          | Vincent McEveety  | William Kelley                   | 376                 |
| 515        | 26        | Der Käfig in der Prärie        | The Cage                    | 23. März 1970        | 27. Juni 1971                         | Bernard McEveety  | Calvin Clements Sr.              | 357                 |

## Staffel 16
Die Erstausstrahlung der sechzehnten Staffel war vom 14. September 1970 bis zum 8. März 1971 auf dem US-amerikanischen Sender CBS zu sehen. Die Staffel beinhaltet 24 Episoden in Farbe mit einer jeweiligen Dauer von rund 50 Minuten.
| Nr. (ges.) | Nr. (St.) | Deutscher Titel              | Originaltitel       | Erstausstrahlung USA | Deutschsprachige Erstausstrahlung (D) | Regie            | Drehbuch                       | Produktions- nummer |
| ---------- | --------- | ---------------------------- | ------------------- | -------------------- | ------------------------------------- | ---------------- | ------------------------------ | ------------------- |
| 516        | 1         | Das Gesetz des Indianers     | Chato               | 14. Sep. 1970        | 27. Apr. 1983                         | Vincent McEveety | Paul F. Edwards                | 409                 |
| 517        | 2         | Gefangen in der Geisterstadt | The Noose           | 21. Sep. 1970        | 31. Mai 1990                          | Vincent McEveety | Arthur Browne Jr.              | 401                 |
| 518        | 3         | Der Ausbrecher               | Stark               | 28. Sep. 1970        | 25. März 1979                         | Robert Totten    | Donald S. Sanford              | 403                 |
| 519        | 4         | Doktor Sam                   | Sam McTavish, M.D.  | 5. Okt. 1970         | 2. Aug. 1990                          | Bernard McEveety | Gerry Day, Bethel Leslie       | 410                 |
| 520        | 5         | Mißratene Söhne              | Gentry’s Law        | 12. Okt. 1970        | 1. Aug. 1971                          | Vincent McEveety | Jack Miller                    | 404                 |
| 521        | 6         | Der Überfall (Teil 1)        | Snow Train (Part 1) | 19. Okt. 1970        | 3. Dez. 1972                          | Gunnar Hellström | Preston Wood                   | 406                 |
| 522        | 7         | Der Überfall (Teil 2)        | Snow Train (Part 2) | 26. Okt. 1970        | 17. Dez. 1972                         | Gunnar Hellström | Preston Wood                   | 407                 |
| 523        | 8         | Die falsche Tochter          | Luke                | 2. Nov. 1970         | 21. Juni 1990                         | Bernard McEveety | Jack Miller                    | 412                 |
| 524        | 9         | Jessops Colt                 | The Gun             | 9. Nov. 1970         | 29. Aug. 1971                         | Bernard McEveety | Donald S. Sanford              | 407                 |
| 525        | 10        | Piney und die Wahrheit       | The Scavengers      | 16. Nov. 1970        | 5. Juli 1990                          | Robert Totten    | Jim Byrnes                     | 411                 |
| 526        | 11        | Zeuge gesucht                | The Witness         | 23. Nov. 1970        | 8. Aug. 1971                          | Philip Leacock   | Shimon Wincelberg              | 405                 |
| 527        | 12        | Wenn die Stunde schlägt      | McCabe              | 30. Nov. 1970        | 22. Aug. 1971                         | Bernard McEveety | Jim Byrnes                     | 402                 |
| 528        | 13        | Ungleiche Zwillinge          | The Noon Day Devil  | 7. Dez. 1970         | 28. Juni 1990                         | Philip Leacock   | William Kelley                 | 413                 |
| 529        | 14        | Sergeant Holly               | Sergeant Holly      | 14. Dez. 1970        | 5. Nov. 1978                          | Bernard McEveety | William Kelley                 | 414                 |
| 530        | 15        | Jennys Vater                 | Jenny               | 28. Dez. 1970        | 12. Juli 1990                         | Robert Totten    | Jack Miller                    | 415                 |
| 531        | 16        | Captain Sligo und die Witwe  | Captain Sligo       | 4. Jan. 1971         | 19. Juli 1990                         | William Conrad   | William Kelley                 | 416                 |
| 532        | 17        | Festus hat Probleme          | Mirage              | 11. Jan. 1971        | 11. Nov. 1979                         | Vincent McEveety | Jack Miller                    | 417                 |
| 533        | 18        | Festus der Großunternehmer   | The Tycoon          | 25. Jan. 1971        | 15. Apr. 1979                         | Bernard McEveety | Robert Vincent Wright          | 418                 |
| 534        | 19        | Briefe ins Gefängnis         | Jaekel              | 1. Feb. 1971         | 26. Juli 1990                         | Bernard McEveety | Thelma Boardman, True Boardman | 420                 |
| 535        | 20        | Der alte Marshal             | Murdock             | 8. Feb. 1971         | 28. Okt. 1979                         | Robert Totten    | Jack Miller                    | 419                 |
| 536        | 21        | Der alte Cleavus             | Cleavus             | 15. Feb. 1971        | 4. Mai 1983                           | Vincent McEveety | Richard Scott                  | 424                 |
| 537        | 22        | Attentat auf den Marshal     | Lavery              | 22. Feb. 1971        | 15. Okt. 1972                         | Vincent McEveety | Donald S. Sanford              | 421                 |
| 538        | 23        | Sally in Gefahr (Teil 1)     | Pike (Part 1)       | 1. März 1971         | 17. Sep. 1972                         | Bernard McEveety | Jack Miller                    | 422                 |
| 539        | 24        | Sally in Gefahr (Teil 2)     | Pike (Part 2)       | 8. März 1971         | 24. Sep. 1972                         | Bernard McEveety | Jack Miller                    | 423                 |

## Staffel 17
Die Erstausstrahlung der siebzehnten Staffel war vom 13. September 1971 bis zum 13. März 1972 auf dem US-amerikanischen Sender CBS zu sehen. Die Staffel beinhaltet 24 Episoden in Farbe mit einer jeweiligen Dauer von rund 50 Minuten.
| Nr. (ges.) | Nr. (St.) | Deutscher Titel              | Originaltitel                   | Erstausstrahlung USA | Deutschsprachige Erstausstrahlung (D) | Regie            | Drehbuch                    | Produktions- nummer |
| ---------- | --------- | ---------------------------- | ------------------------------- | -------------------- | ------------------------------------- | ---------------- | --------------------------- | ------------------- |
| 540        | 1         | —                            | The Lost                        | 13. Sep. 1971        | —                                     | Robert Totten    | Jack Miller, Warren Vanders | 512                 |
| 541        | 2         | Phoenix                      | Phoenix                         | 20. Sep. 1971        | 8. Okt. 1972                          | Paul Stanley     | Anthony Lawrence            | —                   |
| 542        | 3         | —                            | Waste (Part 1)                  | 27. Sep. 1971        | —                                     | Vincent McEveety | Jim Byrnes                  | 511                 |
| 543        | 4         | —                            | Waste (Part 2)                  | 4. Okt. 1971         | —                                     | Vincent McEveety | Jim Byrnes                  | 511                 |
| 544        | 5         | Der neue Doc                 | New Doctor In Town              | 11. Okt. 1971        | 22. Okt. 1972                         | Philip Leacock   | Jack Miller                 | —                   |
| 545        | 6         | Die Legende                  | The Legend                      | 18. Okt. 1971        | 29. Okt. 1972                         | Philip Leacock   | Calvin Clements Jr.         | 507                 |
| 546        | 7         | —                            | Trafton                         | 25. Okt. 1971        | —                                     | Bernard McEveety | Ron Bishop                  | 504                 |
| 547        | 8         | Lynott                       | Lynott                          | 1. Nov. 1971         | 5. Nov. 1972                          | Gunnar Hellström | Ron Bishop                  | 509                 |
| 548        | 9         | —                            | Lijah                           | 8. Nov. 1971         | —                                     | Irving J. Moore  | William Blinn               | 506                 |
| 549        | 10        | Der Indianer                 | My Brother’s Keeper             | 15. Nov. 1971        | 12. Nov. 1972                         | Paul Stanley     | Howard Dimsdale             | 508                 |
| 550        | 11        | Drago und das Gesetz         | Drago                           | 22. Nov. 1971        | 22. Okt. 1978                         | Paul Stanley     | Jim Byrnes                  | 510                 |
| 551        | 12        | Die Kugel im Rücken (Teil 1) | Gold Train: The Bullet (Part 1) | 29. Nov. 1971        | 20. Sep. 1990                         | Bernard McEveety | Jim Byrnes                  | 514                 |
| 552        | 13        | Die Kugel im Rücken (Teil 2) | Gold Train: The Bullet (Part 2) | 6. Dez. 1971         | 27. Sep. 1990                         | Bernard McEveety | Jim Byrnes                  | 515                 |
| 553        | 14        | Die Kugel im Rücken (Teil 3) | Gold Train: The Bullet (Part 3) | 13. Dez. 1971        | 4. Okt. 1990                          | Bernard McEveety | Jim Byrnes                  | 516                 |
| 554        | 15        | Murrys Weihnachtsfeier       | P.S. Murry Christmas            | 27. Dez. 1971        | 31. Dez. 1972                         | Herb Wallerstein | William Kelley              | 513                 |
| 555        | 16        | Keine Zukunft für Ben Justin | No Tomorrow                     | 3. Jan. 1972         | 28. Mai 1978                          | Irving J. Moore  | Richard Fielder             | 517                 |
| 556        | 17        | Der tapfere Enkel            | Hidalgo                         | 10. Jan. 1972        | 9. Aug. 1990                          | Paul Stanley     | Colley Cibber               | 501                 |
| 557        | 18        | Newlys großer Irrtum         | Tara                            | 17. Jan. 1972        | 30. Sep. 1979                         | Bernard McEveety | William Kelley              | 522                 |
| 558        | 19        | Der noble Trunkenbold        | One For The Road                | 24. Jan. 1972        | 16. Aug. 1990                         | Bernard McEveety | Jack Miller                 | 520                 |
| 559        | 20        | Gejagte Jäger                | The Predators                   | 31. Jan. 1972        | 23. Aug. 1990                         | Bernard McEveety | Calvin Clements Sr.         | 518                 |
| 560        | 21        | Yankton                      | Yankton                         | 7. Feb. 1972         | 25. Feb. 1979                         | Vincent McEveety | Jim Byrnes                  | 521                 |
| 561        | 22        | Wer ist Jed Frazer?          | Blind Man’s Buff                | 21. Feb. 1972        | 2. Juli 1978                          | Herb Wallerstein | Ron Honthaner               | 519                 |
| 562        | 23        | Alias Festus Haggen          | Alias Festus Haggen             | 6. März 1972         | 7. Jan. 1973                          | Vincent McEveety | Calvin Clements Sr.         | 523                 |
| 563        | 24        | Die Hochzeit                 | The Wedding                     | 13. März 1972        | 30. Juli 1978                         | Bernard McEveety | Harry Kronman               | 502                 |

## Staffel 18
Die Erstausstrahlung der achtzehnten Staffel war vom 11. September 1972 bis zum 5. März 1973 auf dem US-amerikanischen Sender CBS zu sehen. Die Staffel beinhaltet 24 Episoden in Farbe mit einer jeweiligen Dauer von rund 50 Minuten.
| Nr. (ges.) | Nr. (St.) | Deutscher Titel                   | Originaltitel        | Erstausstrahlung USA | Deutschsprachige Erstausstrahlung (D) | Regie            | Drehbuch                  | Produktions- nummer |
| ---------- | --------- | --------------------------------- | -------------------- | -------------------- | ------------------------------------- | ---------------- | ------------------------- | ------------------- |
| 564        | 1         | Der Fluss (Teil 1)                | The River (Part 1)   | 11. Sep. 1972        | 9. Feb. 1983                          | Herb Wallerstein | Jack Miller               | 560                 |
| 565        | 2         | Der Fluss (Teil 2)                | The River (Part 2)   | 18. Sep. 1972        | 16. Feb. 1983                         | Herb Wallerstein | Jack Miller               | 560                 |
| 566        | 3         | Bohannans heilende Hände          | Bohannan             | 25. Sep. 1972        | 13. Sep. 1990                         | Alf Kjellin      | William Kelley            | 555                 |
| 567        | 4         | Alte Sünden werfen lange Schatten | The Judgment         | 2. Okt. 1972         | 11. Okt. 1990                         | Philip Leacock   | Shimon Wincelberg         | 553                 |
| 568        | 5         | Der Handelsreisende               | The Drummer          | 9. Okt. 1972         | 24. Sep. 1978                         | Bernard McEveety | Richard Fielder           | 554                 |
| 569        | 6         | Matt Dillon und die Vergangenheit | Sarah                | 16. Okt. 1972        | 27. Aug. 1978                         | Gunnar Hellström | Calvin Clements Sr.       | 558                 |
| 570        | 7         | Ein Wunder für Festus             | The Fugitives        | 23. Okt. 1972        | 18. Okt. 1990                         | Irving J. Moore  | Charles Joseph Stone      | 551                 |
| 571        | 8         | Elf Dollar                        | Eleven Dollars       | 30. Okt. 1972        | 14. Jan. 1979                         | Irving J. Moore  | Paul Savage               | 559                 |
| 572        | 9         | Alle gegen Milligan?              | Milligan             | 6. Nov. 1972         | 25. Okt. 1990                         | Bernard McEveety | Ron Bishop                | 552                 |
| 573        | 10        | Ein Grab für Bodie Tatum          | Tatum                | 13. Nov. 1972        | 8. Nov. 1990                          | Gunnar Hellström | Jim Byrnes                | 556                 |
| 574        | 11        | Wer ist Pete Brown?               | The Sodbusters       | 20. Nov. 1972        | 1. Nov. 1990                          | Robert Butler    | Ron Bishop                | 557                 |
| 575        | 12        | Die Brüder                        | The Brothers         | 27. Nov. 1972        | 11. Feb. 1979                         | Gunnar Hellström | Calvin Clements Sr.       | 564                 |
| 576        | 13        | —                                 | Hostage!             | 11. Dez. 1972        | —                                     | Gunnar Hellström | Paul F. Edwards           | 566                 |
| 577        | 14        | Das Pferderennen                  | Jubilee              | 18. Dez. 1972        | 9. Dez. 1979                          | Herb Wallerstein | Jack Freeman, Paul Savage | 565                 |
| 578        | 15        | Ein Elefant für Dodge City        | Arizona Midnight     | 1. Jan. 1973         | 15. Nov. 1990                         | Irving J. Moore  | Dudley Bromley            | 563                 |
| 579        | 16        | Die verlorenen Söhne              | Homecoming           | 8. Jan. 1973         | 22. Nov. 1990                         | Gunnar Hellström | Calvin Clements Sr.       | 568                 |
| 580        | 17        | Der falsche Priester              | Shadler              | 15. Jan. 1973        | 29. Nov. 1990                         | Arnold Laven     | Jim Byrnes                | 567                 |
| 581        | 18        | Patricia                          | Patricia             | 22. Jan. 1973        | 9. März 1983                          | Alf Kjellin      | Calvin Clements Sr.       | 569                 |
| 582        | 19        | Ein ganz ruhiger Tag              | A Quiet Day In Dodge | 29. Jan. 1973        | 11. März 1979                         | Alf Kjellin      | Jack Miller               | 571                 |
| 583        | 20        | Das große Spiel                   | Whelan’s Men         | 5. Feb. 1973         | 20. Mai 1979                          | Paul F. Edwards  | Ron Bishop                | 562                 |
| 584        | 21        | Adam Kimbroughs Rückkehr          | Kimbro               | 12. Feb. 1973        | 8. Apr. 1979                          | Gunnar Hellström | Jim Byrnes                | 570                 |
| 585        | 22        | Jesse der Koch                    | Jessie               | 19. Feb. 1973        | 6. Dez. 1990                          | Bernard McEveety | Jim Byrnes                | 572                 |
| 586        | 23        | Die Frau seines Lebens            | Talbot               | 26. Feb. 1973        | 13. Dez. 1990                         | Vincent McEveety | Jim Byrnes                | 574                 |
| 587        | 24        | Das gelobte Land                  | This Golden Land     | 5. März 1973         | 20. Dez. 1990                         | Gunnar Hellström | Hal Sitowitz              | 573                 |

## Staffel 19
Die Erstausstrahlung der neunzehnten Staffel war vom 10. September 1973 bis zum 1. April 1974 auf dem US-amerikanischen Sender CBS zu sehen. Die Staffel beinhaltet 24 Episoden in Farbe mit einer jeweiligen Dauer von rund 50 Minuten.
| Nr. (ges.) | Nr. (St.) | Deutscher Titel                | Originaltitel                             | Erstausstrahlung USA | Deutschsprachige Erstausstrahlung (D) | Regie            | Drehbuch                                        | Produktions- nummer |
| ---------- | --------- | ------------------------------ | ----------------------------------------- | -------------------- | ------------------------------------- | ---------------- | ----------------------------------------------- | ------------------- |
| 588        | 1         | Tal der Tränen (Teil 1)        | Women For Sale (Part 1)                   | 10. Sep. 1973        | 27. Dez. 1990                         | Vincent McEveety | Jim Byrnes                                      | 607                 |
| 589        | 2         | Tal der Tränen (Teil 2)        | Women For Sale (Part 2)                   | 17. Sep. 1973        | 3. Jan. 1991                          | Vincent McEveety | Jim Byrnes                                      | 1615-0607           |
| 590        | 3         | Verschollen                    | Matt’s Love Story                         | 24. Sep. 1973        | 19. Feb. 1978                         | Gunnar Hellström | Ron Bishop                                      | 1615-0609           |
| 591        | 4         | Noah und sein Juniorpartner    | The Boy And The Sinner                    | 1. Okt. 1973         | 10. Jan. 1991                         | Bernard McEveety | Hal Sitowitz                                    | 1615-0604           |
| 592        | 5         | Die Herausforderung            | The Widow-Maker                           | 8. Okt. 1973         | 22. Apr. 1979                         | Bernard McEveety | Paul F. Edwards                                 | 1615-0610           |
| 593        | 6         | Kittys Traum vom Glück         | Kitty’s Love Affair                       | 22. Okt. 1973        | 11. Mai 1983                          | Vincent McEveety | Joan E. Gessler, Susan Kotar, Paul Savage       | 1615-0611           |
| 594        | 7         | Tausend Meilen nach Dodge City | The Widow And The Rogue                   | 29. Okt. 1973        | 17. Dez. 1978                         | Bernard McEveety | Harvey Marlowe, Paul Savage                     | 1615-0606           |
| 595        | 8         | Ein Mann sucht Rache (Teil 1)  | A Game Of Death – An Act Of Love (Part 1) | 5. Nov. 1973         | 1. Juni 1983                          | Gunnar Hellström | Paul F. Edwards                                 | 602                 |
| 596        | 9         | Ein Mann sucht Rache (Teil 2)  | A Game Of Death – An Act Of Love (Part 2) | 12. Nov. 1973        | 15. Juni 1983                         | Gunnar Hellström | Paul F. Edwards                                 | 602                 |
| 597        | 10        | Lynchjustiz in Kingsville      | Lynch Town                                | 19. Nov. 1973        | 17. Jan. 1991                         | Bernard McEveety | Joann Carlino, Calvin Clements Sr., Anne Snyder | 601                 |
| 598        | 11        | Feuerprobe für Newly           | The Hanging Of Newly O’Brien              | 26. Nov. 1973        | 24. Jan. 1991                         | Alf Kjellin      | Calvin Clements Sr.                             | 1615-0605           |
| 599        | 12        | Tante Nellie und der Desperado | Susan Was Evil                            | 3. Dez. 1973         | 31. Jan. 1991                         | Bernard McEveety | William Keys                                    | 1615-0613           |
| 600        | 13        | Billy das Kind                 | The Deadly Innocent                       | 17. Dez. 1973        | 7. Feb. 1991                          | Bernard McEveety | Calvin Clements Sr.                             | 1615-0617           |
| 601        | 14        | Arzt wider Willen              | The Child Between                         | 24. Dez. 1973        | 4. Apr. 1997                          | Irving J. Moore  | Harry Kronman                                   | 1615-0612           |
| 602        | 15        | Eine Familie von Mördern       | A Family Of Killers                       | 14. Jan. 1974        | 7. Apr. 1997                          | Gunnar Hellström | William Keys                                    | 1615-0616           |
| 603        | 16        | Wie in alten Zeiten            | Like Old Times                            | 21. Jan. 1974        | 4. Dez. 1977                          | Irving J. Moore  | Richard Fielder                                 | 1615-0619           |
| 604        | 17        | Eine kleine ruhige Stadt       | The Town Tamers                           | 28. Jan. 1974        | 11. Sep. 1977                         | Gunnar Hellström | Paul Savage                                     | 1615-0614           |
| 605        | 18        | Zwei Mütter für ein Kind       | The Foundling                             | 11. Feb. 1974        | 10. Apr. 1997                         | Bernard McEveety | Jim Byrnes                                      | 1615-0621           |
| 606        | 19        | Duell der Holzköpfe            | The Iron Blood Of Courage                 | 18. Feb. 1974        | 11. Apr. 1997                         | Gunnar Hellström | Ron Bishop                                      | 1615-0622           |
| 607        | 20        | Die Lehrerin von Dodge         | The Schoolmarm                            | 25. Feb. 1974        | 14. Apr. 1997                         | Bernard McEveety | Dick Nelson                                     | 1615-0623           |
| 608        | 21        | Die Rache                      | Trail Of Bloodshed                        | 1. März 1974         | 13. Aug. 1978                         | Bernard McEveety | Paul Savage, Earl W. Wallace                    | 1615-0615           |
| 609        | 22        | Der alte Tiefstapler           | Cowtown Hustler                           | 11. März 1974        | 16. Apr. 1978                         | Gunnar Hellström | Jim Byrnes                                      | 1615-0618           |
| 610        | 23        | Vom Ehrgeiz besessen           | To Ride A Yellow Horse                    | 18. März 1974        | 19. März 1978                         | Vincent McEveety | Calvin Clements Sr.                             | 1615-0624           |
| 611        | 24        | Dillon und der Deserteur       | Disciple                                  | 1. Apr. 1974         | 22. Jan. 1978                         | Gunnar Hellström | Shimon Wincelberg                               | 1615-0620           |

## Staffel 20
Die Erstausstrahlung der zwanzigsten Staffel war vom 9. September 1974 bis zum 31. März 1975 auf dem US-amerikanischen Sender CBS zu sehen. Die Staffel beinhaltet 24 Episoden in Farbe mit einer jeweiligen Dauer von rund 50 Minuten.
| Nr. (ges.) | Nr. (St.) | Deutscher Titel                    | Originaltitel                      | Erstausstrahlung USA | Deutschsprachige Erstausstrahlung (D) | Regie             | Drehbuch                         | Produktions- nummer |
| ---------- | --------- | ---------------------------------- | ---------------------------------- | -------------------- | ------------------------------------- | ----------------- | -------------------------------- | ------------------- |
| 612        | 1         | Wakefields Wahn                    | Matt Dillon Must Die!              | 9. Sep. 1974         | 14. Feb. 1991                         | Victor French     | Ray Goldrup                      | 1615-0661           |
| 613        | 2         | Auf Rechnung der Armee             | A Town In Chains                   | 16. Sep. 1974        | 9. Okt. 1977                          | Bernard McEveety  | Ron Bishop                       | 656                 |
| 614        | 3         | Gewehre für Cibola Blanca (Teil 1) | The Guns Of Cibola Blanca (Part 1) | 23. Sep. 1974        | 23. Apr. 1997                         | Gunnar Hellström  | Paul Savage                      | 654                 |
| 615        | 4         | Gewehre für Cibola Blanca (Teil 2) | The Guns Of Cibola Blanca (Part 2) | 30. Sep. 1974        | 24. Apr. 1997                         | Gunnar Hellström  | Paul Savage                      | 654                 |
| 616        | 5         | Und alles für zwölf Dollar         | Thirty A Month And Found           | 7. Okt. 1974         | 28. Jan. 1979                         | Bernard McEveety  | Jim Byrnes                       | 653                 |
| 617        | 6         | Der Raub des Saloongirls           | The Wiving                         | 14. Okt. 1974        | 6. Mai 1979                           | Victor French     | Earl W. Wallace                  | 652                 |
| 618        | 7         | Demons größter Sieg                | The Iron Man                       | 21. Okt. 1974        | 3. Dez. 1978                          | Gunnar Hellström  | John Mantley                     | 660                 |
| 619        | 8         | Das vierte Opfer                   | The Fourth Victim                  | 4. Nov. 1974         | 30. Apr. 1978                         | Bernard McEveety  | Jim Byrnes                       | 659                 |
| 620        | 9         | Sheriff Harkers Regeln             | Tarnished Badge                    | 11. Nov. 1974        | 28. Feb. 1991                         | Michael O’Herlihy | Robert Vincent Wright            | 657                 |
| 621        | 10        | Richter Kendall                    | In Performance Of Duty             | 18. Nov. 1974        | 5. Feb. 1978                          | Gunnar Hellström  | William Keys                     | 658                 |
| 622        | 11        | Die Insel in der Wüste (Teil 1)    | Island In The Desert (Part 1)      | 2. Dez. 1974         | 7. März 1991                          | Gunnar Hellström  | Jim Byrnes                       | 662                 |
| 623        | 12        | Die Insel in der Wüste (Teil 2)    | Island In The Desert (Part 2)      | 9. Dez. 1974         | 14. März 1991                         | Gunnar Hellström  | Jim Byrnes                       | 662                 |
| 624        | 13        | Ein alter Soldat                   | The Colonel                        | 16. Dez. 1974        | 25. Mai 1983                          | Bernard McEveety  | Howard Dimsdale                  | 651                 |
| 625        | 14        | Die Squaw                          | The Squaw                          | 6. Jan. 1975         | 23. Okt. 1977                         | Gunnar Hellström  | Jim Byrnes                       | 665                 |
| 626        | 15        | Die Abhäuter                       | The Hiders                         | 13. Jan. 1975        | 28. März 1991                         | Victor French     | Paul Savage                      | 666                 |
| 627        | 16        | Newlys schwerster Auftrag          | Larkin                             | 20. Jan. 1975        | 25. Sep. 1977                         | Gunnar Hellström  | Jim Byrnes                       | 667                 |
| 628        | 17        | Mehr Kraut als Rüben               | The Fires Of Ignorence             | 27. Jan. 1975        | 4. Apr. 1991                          | Victor French     | Jim Byrnes                       | 668                 |
| 629        | 18        | Das Waisenkind                     | The Anger Land                     | 3. Feb. 1975         | 11. Apr. 1991                         | Bernard McEveety  | Jim Byrnes, Herman Groves        | 669                 |
| 630        | 19        | Hochzeit mal drei                  | Brides And Grooms                  | 10. Feb. 1975        | 18. Apr. 1991                         | Victor French     | Earl W. Wallace                  | 673                 |
| 631        | 20        | Der Richter von Silverton          | Hard Labor                         | 24. Feb. 1975        | 25. Apr. 1991                         | Bernard McEveety  | Hal Sitowitz, Earl W. Wallace    | 674                 |
| 632        | 21        | Die Indianerkirche                 | I Have Promises To Keep            | 3. März 1975         | 2. Mai 1991                           | Vincent McEveety  | William Putman, Earl W. Wallace  | 671                 |
| 633        | 22        | Der Traum von Montana              | The Busters                        | 10. März 1975        | 9. Mai 1991                           | Vincent McEveety  | Jim Byrnes                       | 672                 |
| 634        | 23        | Baskische Bräuche                  | Manolo                             | 17. März 1975        | 18. Mai 1983                          | Gunnar Hellström  | Harriet Charles, Earl W. Wallace | 1615-0670           |
| 635        | 24        | Die Faulpelz-Farm                  | The Sharecroppers                  | 31. März 1975        | 21. März 1991                         | Leonard Katzman   | Earl W. Wallace                  | 663                 |

## TV-Filme
Nach der Serie wurden von 1987 bis 1994 fünf Filme in Spielfilmlänge produziert. Sie wurden wie die Serie zuerst auf CBS ausgestrahlt. Im ersten Film wirkten von den originalen Serien-Darstellern James Arness, Amanda Blake und Buck Taylor mit. In den weiteren Filmen war nur noch James Arness dabei.
| Nr. (ges.) | Nr. (St.) | Deutscher Titel                         | Originaltitel               | Erstausstrahlung USA | Deutschsprachige Erstausstrahlung (D) | Regie            | Drehbuch                           | Länge       |
| ---------- | --------- | --------------------------------------- | --------------------------- | -------------------- | ------------------------------------- | ---------------- | ---------------------------------- | ----------- |
| 1          | 1         | Rauchende Colts: Auf Leben und Tod      | Gunsmoke: Return to Dodge   | 26. Sep. 1987        | 27. Mai 1990                          | Vincent McEveety | Jim Byrnes                         | 100 Minuten |
| 2          | 2         | Rauchende Colts: Der letzte Apache      | Gunsmoke: The Last Apache   | 18. März 1990        | 7. Mai 1994                           | Charles Correll  | Earl W. Wallace                    | 94 Minuten  |
| 3          | 3         | Rauchende Colts: Faustrecht des Westens | Gunsmoke: To the Last Man   | 10. Jan. 1992        | 7. Jan. 1995                          | Jerry Jameson    | Earl W. Wallace                    | 91 Minuten  |
| 4          | 4         | Rauchende Colts: Der lange Ritt         | Gunsmoke: The Long Ride     | 8. Mai 1993          | 9. Juni 1995                          | Jerry Jameson    | Bill Stratton                      | 94 Minuten  |
| 5          | 5         | Rauchende Colts: Er ist das Gesetz      | Gunsmoke: One Man’s Justice | 10. Feb. 1994        | 27. Sep. 1995                         | Jerry Jameson    | Harry Longstreet, Renee Longstreet | 91 Minuten  |

Die Filme Der lange Ritt und Er ist das Gesetz sind vor der Fernsehausstrahlung bereits am 25. August 1994 auf VHS erschienen.